# Royaume de Galice
910–1833
Entités précédentes :
- Royaume des Asturies (910)
- Comté de Portugal (1071)

Entités suivantes :
- Royaume de Portugal (1139)
- Royaume d'Espagne (règne d'Isabelle II)

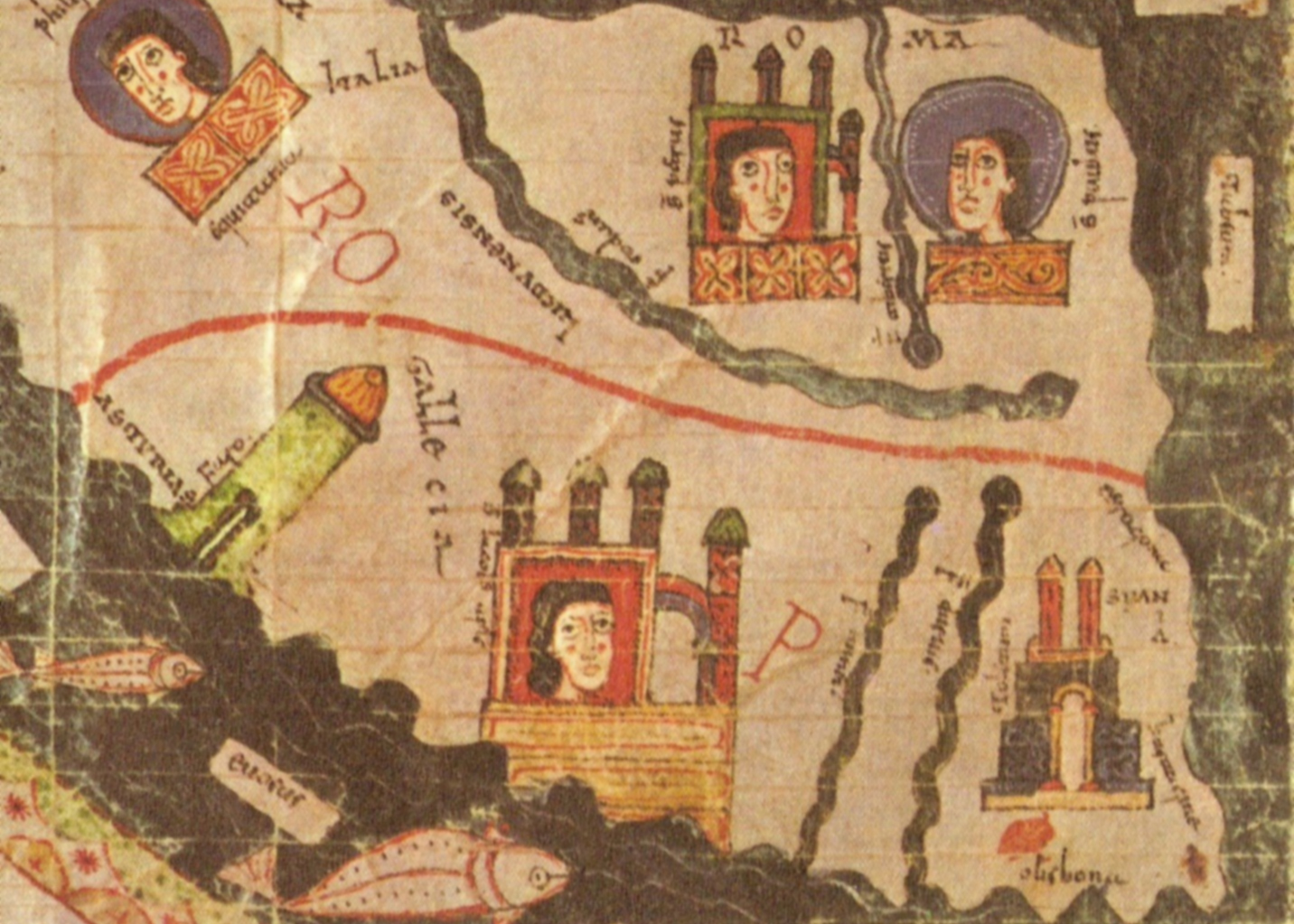
Beatus d'Osma, Europe occidentale, vers 1086.

Le royaume de Galice est une entité politique du nord-ouest de la péninsule Ibérique (dont l'actuelle Galice), présente du Xe siècle à 1833. 
Héritier du royaume suève, lui-même né de l'ancienne province romaine Gallaecia, le Galice est considéré, avec le royaume des Asturies, comme le noyau d'origine des royaumes chrétiens nés au nord de la péninsule ibérique à la suite de la conquête musulmane. Cependant contrairement aux Asturies, la Galice ne trouva pas d'unité politique et sera finalement incorporée au sein des Asturies. Jusqu'au XIIIe siècle, le royaume est au centre du pouvoir des royaumes chrétiens, seul pour commencer, puis au sein de l'ensemble formé par la Galice et le royaume de León. Au XIIe siècle, la Galice connaît un premier affaiblissement avec la sécession du sud du royaume qui devient le royaume de Portugal. La montée en puissance du royaume de Castille, à l'origine simple comté du royaume, qui va de pair avec ses conquêtes territoriales sur Al Andalus, dilue progressivement la Galice au sein de la Couronne. L'arrivée des rois catholiques sur le trône sonne le glas de l'indépendance politique et administrative du royaume, qui continue néanmoins d'exister jusqu'à sa disparition en 1833, sous la régence de Marie-Christine de Bourbon.
Le titre de roi de Galice est aujourd'hui encore porté honorifiquement par le roi d'Espagne.

## Territoire et concept
Par les auteurs contemporains de la fin de la domination romaine et suivant la transformation effective de la Galice, qui de province romaine devient un royaume aux mains des Suèves, on connaît l'extension territoriale d'une Galice aux proportions plus importantes que celles de la communauté autonome d'Espagne actuelle et dont les limites resteront pratiquement les mêmes jusqu'au XIIIe siècle, avec l'évolution du Portugal vers un statut de royaume indépendant de la Galice et l'acquisition par le royaume de León d'une personnalité propre.
Le territoire de la Galice des IVe et Ve siècles est attesté par de nombreux auteurs de l'époque, ainsi l'historien et théologien Paulus Orosius, au début du Ve siècle dans son ouvrage Historiarum, explique que Cantabri et Astures Gallaecie provinciae portio sunt, c'est-à-dire que les Cantabres et les Astures font partie de la province Gallaecia. De la même manière, le chroniqueur Hydace de Braga dans sa Chronique (Chronicon), au milieu du Ve siècle, nomme Campus Gallaeciae la grande plaine connue aujourd'hui comme Tierra de Campos dans l'actuelle communauté de Castille-et-León. Des auteurs postérieurs, tel Isidore de Séville au VIIIe siècle, continuent à faire état de l'extension de la Galice; ainsi, sous la domination wisigothique, il affirme dans son ouvrage Étymologies que « les Asturies et la Cantabrie, sont des régions situées en Galice » (regiones partes sunt provinciarum (…) sicut in Gallicia; Cantabria, Asturia).
Ces auteurs mettent en relief la polysémie du concept, avec, d'un côté, une vaste Galice dont le territoire s'étendait de Finisterre jusqu'à l'actuelle Rioja, où on trouvait entre autres des Gallaeci, des Astures et des Cantabres, et, d'autre part, l'existence d'une terre qui, sans être asture ni cantabre, était la Galice proprement dite. Cette conception s'est maintenue durant les siècles suivants comme on peut le constater dans la documentation médiévale qui donnera ce nom à tout le nord ouest de la péninsule ibérique jusqu'au XIIe siècle.
Avec l'arrivée des Suèves d'Europe centrale entre 409 et 411, la Galice cesse d'être la province romaine Gallaecia, pour devenir finalement un royaume dont la cour est installée à Braga, un royaume que les Suèves tentent rapidement d'agrandir vers le sud aux dépens de l'Empire romain, en incorporant à leur domaine, et de façon permanente, une bonne partie de la province romaine de Lusitanie, et en parvenant même à y inclure temporairement sa capitale Emerita Augusta (devenue Mérida) en 439, et même la ville de Séville en 441, villes qui sont finalement abandonnées à la suite de la réaction des Wisigoths, dont l'épisode le plus important est la bataille de la rivière Órbigo.
Après la bataille de Vouillé en 507, les Wisigoths sont expulsés de la Gaule (à l'exception de la Septimanie) par les armées franques menées par Clovis. Après le Ve siècle, l'Espagne (Hispania) cesse de désigner géographiquement la péninsule Ibérique pour se référer seulement au territoire gouverné par les Wisigoths. De son côté, la Galice (Gallaecia) - gouvernée par une monarchie suève - rejoint cette nouvelle différenciation géographique en s'individualisant de l'Espagne (Hispania). La fin des monarchies suève et wisigothe ne changera plus cette nouvelle conception de la péninsule ibérique. Cette dernière restait ainsi répartie en deux entités géographiques, Hispania (Espagne) et Gallaecia (Galice), qui perdurent durant plus de cinq siècles, se différenciant l'une de l'autre avec des formules comme Galletiam et Ispaniam, Hispaniae et Galiiciae, Hispaniis et Gallicis regionibus, formules présentes tout au long du Moyen Âge.
Au début du XIIe siècle, la Galice commence à se fragmenter, de façon décisive en 1128 avec l'indépendance du Portugal, puis par la sécession du León (avec les Asturies et l'Extremadure) et de la Castille de l'ancien périmètre galicien, pour devenir des royaumes propres au cours d'un long processus de particularisme. À la fin du XIIe siècle, la Galice, le León, la Castille et le Portugal sont devenus des royaumes différents dotés de personnalités propres.

## Chronologie de la Galice
- Royaume suève
  - 409 : Les Suèves, menés par leur roi Hermeric, bénéficient d'un fœdus[13] avec Rome et s'établissent officiellement dans la province romaine de Gallaecia, qui devient un royaume dont la capitale est Braga.
  - 438 : Le roi Rechila poursuit l'expansion suève sur la Lusitanie et la Bétique.
  - 448 : Mort de Rechila à Emerita Augusta, son fils Rechiaire lui succède.
  - 449 : Le roi suève Rechiaire convertit le royaume au catholicisme.
  - 456 : Bataille de la rivière Órbigo, au cours de laquelle une coalition de Romains, Wisigoths et Francs met en déroute les Suèves et au cours de laquelle Rechiaire trouve la mort.
  - 457 : L'hérule Agiulf est proclamé roi de Galice.
  - 457-463 : Guerre civile entre les divers rois suèves qui détiennent le trône de Braga.
  - 463 : Rémismond parvient à s'imposer à tous ses rivaux et est couronné roi de toute la Galice.
  - 550 : Cararic, roi de Galice, convertit à nouveau le royaume au catholicisme.
  - 561 : Premier concile de Braga sous le règne de Théodemir.
  - 572 : Second concile de Braga, autorisé par le roi Ariamir.
  - 583 : Échec de l'alliance du roi Ariamir avec les Francs et les Byzantins pour intervenir dans la guerre civile des Wisigoths.
- Royaume wisigoth
  - 585 : Le roi wisigoth Léovigild soumet le roi suève Andeca, s'appropriant ainsi le royaume. Les Wisigoths règnent ainsi sur la Galice jusqu'en 711.
  - 589 : IIIe Concile de Tolède, auquel participent des évêques de Galice, d'Espagne et de Septimanie.
  - 698-702 : Le prince wisigoth Witiza gouverne la Galice avec des attributions royales, sa cour est installée à Tui.
  - 711 : Débarquement à Tarifa d'un contingent militaire musulman en appui aux enfants de Wittiza. Échec et mort du roi wisigoth Rodéric.
  - 714-719 : L'Hispanie et la Septimanie sont prises par les armées musulmanes. Fin de la monarchie wisigothe.
- Période anarchique sans réelle unité
  - 711-791 : En l'absence d'autorité royale, les nobles galiciens se disputent le contrôle sur la Galice. Période de formation d'un nouveau royaume chrétien en Galice.
- Royaume des Asturies
  - 791 : Alphonse II fixe la capitale du royaume de Galice dans la ville asturienne d'Oviedo.
  - 794 : Des évêques galiciens participent au synode convoqué à Francfort.
  - 818 - 847 : Découverte des restes attribués à l'apôtre Jacques le Majeur.
  - 842 : Ramire Ier vainc Néopotien et usurpe le trône d'Oviedo.
  - 910 : Alphonse III est détrôné par son fils Garcia. Le Royaume des Asturies est divisé entre ses trois fils
- Indépendance du royaume de Galice
  - 910 : À la mort Alphonse III, son fils Ordoño II devient roi de Galice
  - 914 : Ordoño récupère le royaume de son frère Garcia et installe définitivement la cour du royaume de Galice à Léon.
- Royaume de León
  - 997 : Le général musulman Almanzor pille Compostelle.
  - 1027 : Mort du roi Alphonse V, tué par une flèche durant le siège de Viseu.
  - 1037 : Mort de Bermude III de Galiza au cours de la bataille de Tamarón, contre les castillans et les navarrais.
  - 1065 : García de Galice hérite du territoire du royaume de Galice (dont le comté de Portugal et du protectorat et des tributs des taïfas de Badajoz et de Séville), devenus indépendants.
  - 1071 : García de Galice doit s'exiler ; son frère Alphonse VI, allié avec son autre frère Sanche II, entre en Galice.
  - 1111 : Couronnement d’Alphonse Raimundez comme roi de Galice dans la cathédrale de Saint-Jacques-de-Compostelle.
  - 1128 : Alphonse Henriques rend le comté du Portugal indépendant du royaume de Galice.
- Couronne de Castille
  - 1230 : Ferdinand III de Castille usurpe les royaumes de Léon et de Galice à ses sœurs.
  - 1296-1301 : Le roi Jean Ier restaure l'indépendance galaïco-léonaise et s'intitule roi de Galice, de Léon et Séville.
  - 1369 : Les villes galiciennes proclament Ferdinand Ier de Portugal roi de Galice, celui-ci parvient à régner quelques mois jusqu'à ce que Henri de Trastamare l’attaque.
  - 1386-1388 : Une alliance entre des nobles galiciens et l'Angleterre place temporairement le duc de Lancastre Jean de Gand sur le trône de Galice.
  - 1467-1469 : Déclenchement de la Gran Guerra Irmandiña.
- Monarchie catholique espagnole
  - 1483 : Exécution de Pero Pardo de Cela devant la cathédrale de Mondoñedo sur ordre du gouverneur des rois catholiques en Galice.
  - 1486 : Les rois catholiques visitent le royaume de Galice pour constater la soumission de tous les nobles galiciens.
  - 1518 : Mobilisation des villes et bourgs de Galice pour récupérer leur droit de vote légitime aux Cortes.
  - 1623 : Le royaume récupère son droit de vote en échange du paiement de 100 000 ducats.
  - 1808 : Constitution d'une Junte (Xunta) Supérieure du Royaume de Galice aux fins de défendre le royaume face aux armées napoléoniennes. Récupération des attributions d'auto-gouvernement extra-ordinaires.
  - 1833 : La régente Marie-Christine de Bourbon-Siciles signe le décret de dissolution de la xunte. Disparition du royaume de Galice.

## Royaumes barbares: de la Gallaecia à la Galice (410-711)

### Le royaume suève

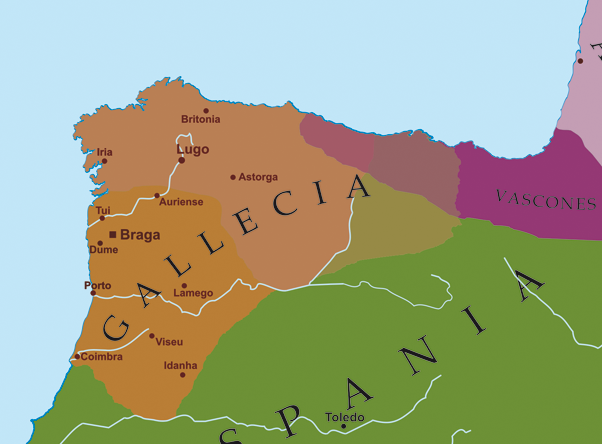
Extension du royaume de Galice et des domaines des factions suèves durant la guerre civile - milieu du Ve siècle.

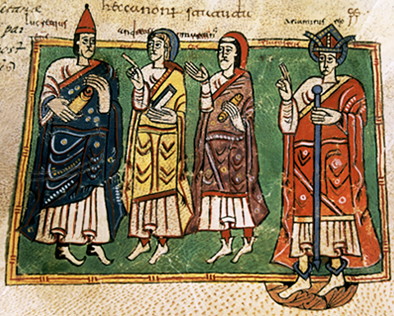
Théodemir (ou Ariamir), roi de Galice avec les évêques Lucrecio, André e Martin. Codex Vigiliano (ou Abedelense) de la bibliothèque de l'Escurial.

L'origine du royaume se situe au Ve siècle, lorsque les Suèves s'installent définitivement dans l'ancienne province romaine appelée Gallaecia. Ceux-ci, menés par leur roi Herméric (signataire, avec l'empereur romain Honorius, d'un fœdus qui lui concède la souveraineté), ont fixé leur cour dans l'ancienne Bracara Augusta, créant ainsi à partir de 409 le regnum suevorum, regnum galliciense ou royaume suève. En 449, le premier roi suève né en Galice, Rechiaire (fils de Rechila, petit-fils de Herméric, décide de suivre l'opinion religieuse de la majorité de ses sujets et convertit le royaume en royaume catholique. Entre 465 à 550, on observe néanmoins un retour temporaire de l'arianisme.
Un siècle plus tard, les différences entre natifs de Gallaecia et Suèves commencent à s'estomper, avec pour conséquence l'utilisation systématique chez les auteurs contemporains des termes Galliciense Regnum, et Regem Galliciae, Rege Suevorum ou Galleciae totius provinciae rex; les évêques comme Martin de Braga seront reconnus comme episcopi Gallaecia. On peut donc parler, dès le VIe siècle, de l'existence d'un royaume de Galice.

### LaGallaeciawisigothique

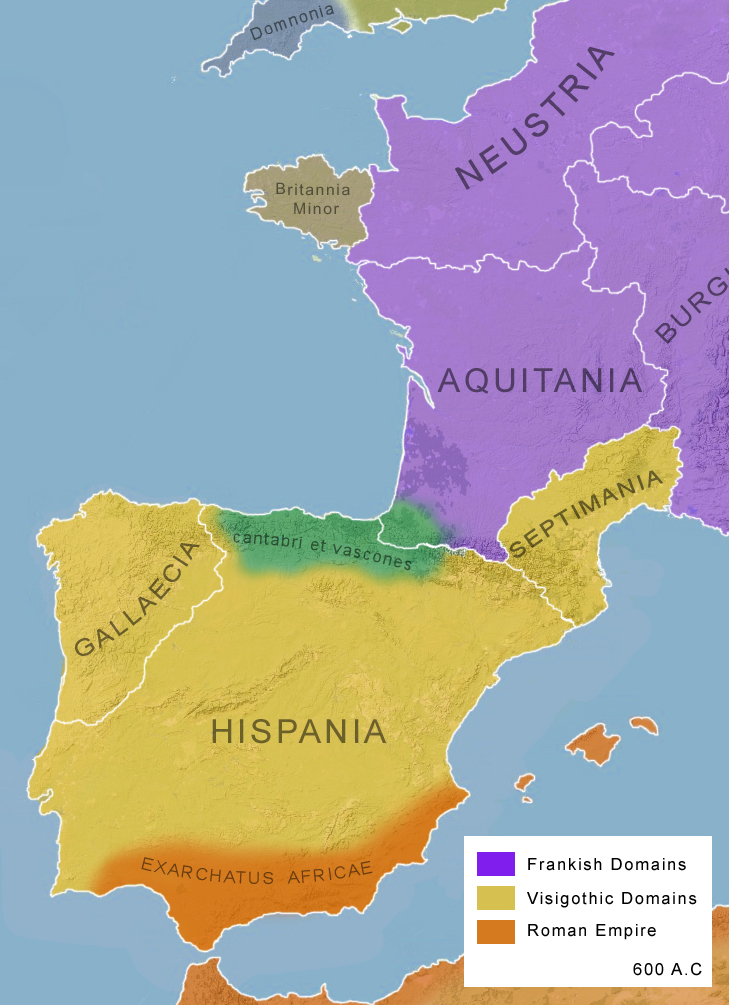
Carte politique du sud-ouest européen autour de l'an 600, qui fait état de trois territoires différents sous gouvernement wisigoth : Hispania, Gallaecia et Septimanie.

En 585, Léovigild, roi wisigoth d'Hispanie et de Septimanie, met fin à l'indépendance politique des Suèves en Galice depuis 409, en battant le dernier roi Andeca. Le territoire appelé jusqu'alors Gallaecia devient ainsi un satellite du pouvoir de Tolède, capitale des Wisigoths depuis leur éviction de Gaule par les Francs. Le gouvernement des Wisigoths en Galice n'entraîne aucun changement brutal, et, contrairement à ce qui est observé en Lusitanie, les diocèses galiciens - Braga, Porto, Tui, Iria, Britonia, Lugo, Ourense, Astorga, Coimbra, Lamego, Viseu et Idanha - continuent à fonctionner normalement.
L'organisation territoriale héritée des siècles antérieurs ne change pas et les élites culturelles, religieuses et aristocratiques acceptent les nouveaux monarques. Ainsi, lors des conciles religieux comme celui de Tolède tenu en 589, sont présents episcoporum totius Hispaniae, Galliae et Gallaetiae c'est-à-dire les évêques de toute l'Hispanie, de la Gaule et de la Gallaecia. Cette conception tripartite se retrouve tout au long du gouvernement wisigothique à partir de 585, diverses formules différenciant les trois entités suivant les documents : fines Spanie, Gallie, Gallecie ou Spaniae et Galliae vel Gallitiae, entre autres. C'est dans ce contexte que se développe la remarquable activité de Fructueux de Braga, évêque galicien d'ascendance wisigothe, connu pour les nombreuses fondations qu'il établit dans tout l'ouest de la péninsule, généralement en des lieux austères et difficiles d'accès comme les montagnes ou les îles.
La monarchie wisigothe connaît dans ses dernières années une décadence prononcée, liée pour une bonne part à la diminution des échanges commerciaux et donc à une forte réduction de la circulation monétaire, conséquence directe du contrôle exercé par les musulmans au début du VIIIe siècle sur le sud méditerranéen. La Gallaecia en est également affectée et Fructueux de Braga, par sa dénonciation du recul culturel général et de la perte de la dynamique des périodes précédentes, provoque quelque mécontentement dans le haut clergé galicien. Lors du Xe concile de Tolède en 656, Fructueux, proche des cercles de pouvoir wisigoths, est amené à assumer le siège métropolitain de Potamio (es) après le renoncement de son titulaire, conscient de la crise de la vie ecclésiastique. En cette même occasion est annulé le testament laissé par l'évêque Recimiro de Dume, par lequel il faisait don des richesses du diocèse-couvent aux pauvres.

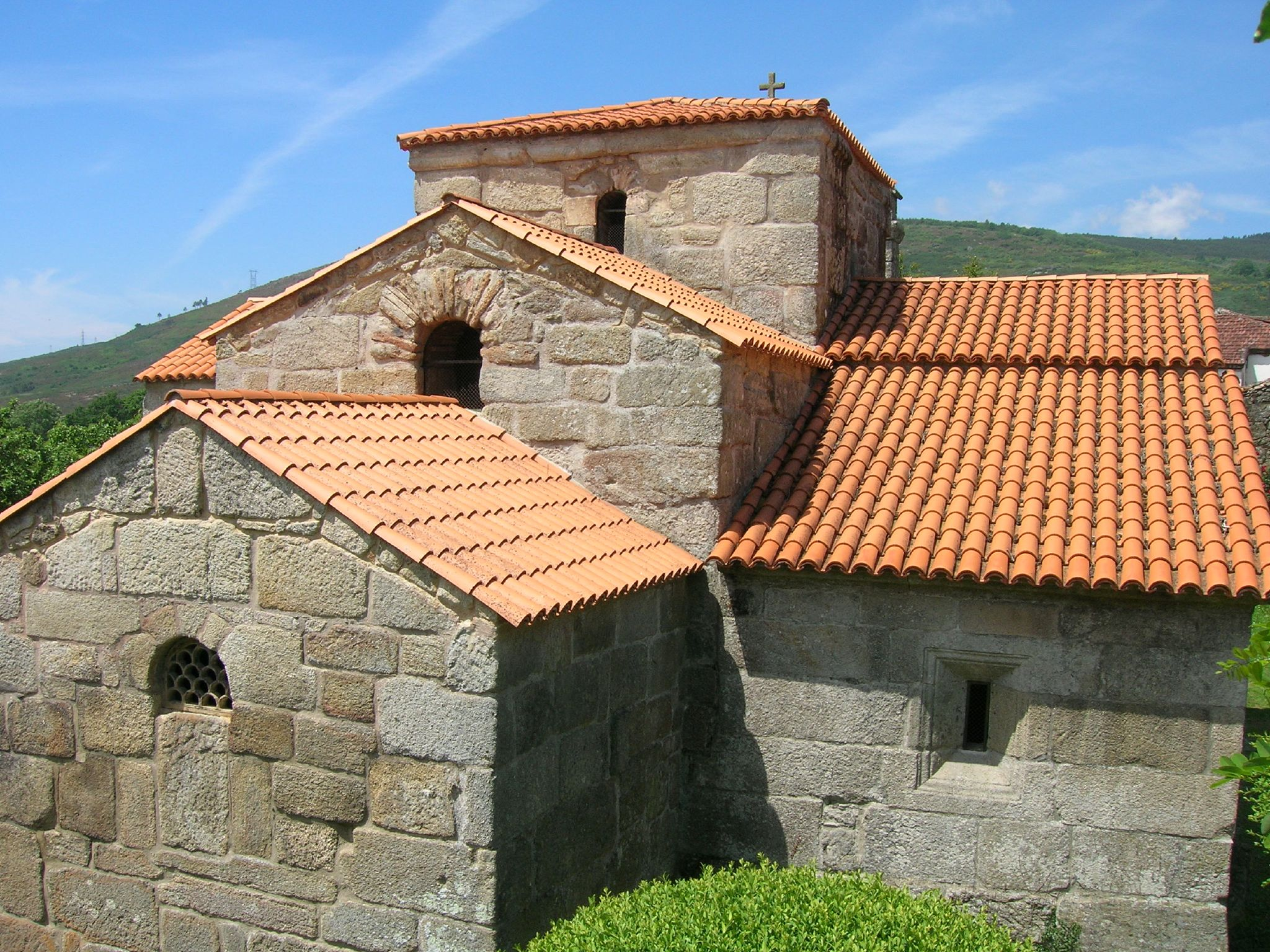
Église wisigothique de Santa Comba de Bande, construite à la fin du VIIe siècle, en fonctions au moins jusqu'au début du VIIIe siècle, restaurée en 872 par Odario, fils de Ordoño 1er

La crise de la fin des Wisigoths remonterait au règne d'Égica. Ce monarque désigne comme héritier son fils Wittiza et l'associe de son vivant au trône, alors que la monarchie wisigothe est traditionnellement élective et donc non héréditaire. Cette participation se traduit par l'octroi à Wittiza du gouvernement de la Gallaecia, qu'il exerce en tant que roi depuis sa capitale de Tui, jusqu'à la mort de son père, entraînant une nouvelle situation conflictuelle dans cette dernière période de la monarchie wisigothique, et mettant en évidence l'activité politique que la Galice conservait cent ans après la fin de la monarchie suève. En 702, avec la mort d'Égica, Witiza assume également le gouvernement de l'Hispanie, jusqu'en 710, déplaçant sa capitale à Tolède. Après sa mort, cette même année, une partie de l'aristocratie wisigothique empêche l'accession au trône de son fils Axila, et impose Rodéric par la force, déclenchant une guerre civile entre partisans des deux bords. En 711, les ennemis de Rodéric obtiennent qu'une armée musulmane traverse le détroit de Gibraltar et affrontent celui-ci à la bataille de Guadalete. La défaite de Rodéric signe la fin du gouvernement wisigothique en Hispanie, avec de profondes conséquences historiques pour les deux entités politiques restantes : la Gallaecia et la Septimanie.
En 715, Abd al-Aziz ibn Musa bin Nusair épouse la veuve de Rodéric, Egilona, désignée comme la regina Spanie , avec la volonté d'affirmer ainsi la continuité dynastique, légitimement transférée au gouverneur musulman qui peut donc se considérer politiquement comme les continuateurs de l'état antérieur et assumer les attributions des rois wisigoths de Tolède. Ainsi, avec la conquête de toute la Spania par les musulmans, les émirs cordouans seront connus, hors de ses frontières, par le titre de rex Spanie . Dès lors, Espagne est le nom désignant le territoire musulman, et Galice le territoire chrétien. L'historien Al Maqqari explique ainsi l'étendue du domaine musulman lorsqu'il évoque la conquête des débuts du VIIIe siècle : « Il n'est pas resté lieu qui ne soit dominé par Al-Andalus si nous exceptons le pays de Galice. »

## LeRegnum Christianorum, berceau de laReconquista(711-910)

### Naissance de la nouvelle monarchie en Galice

La péninsule ibérique 711 - 714

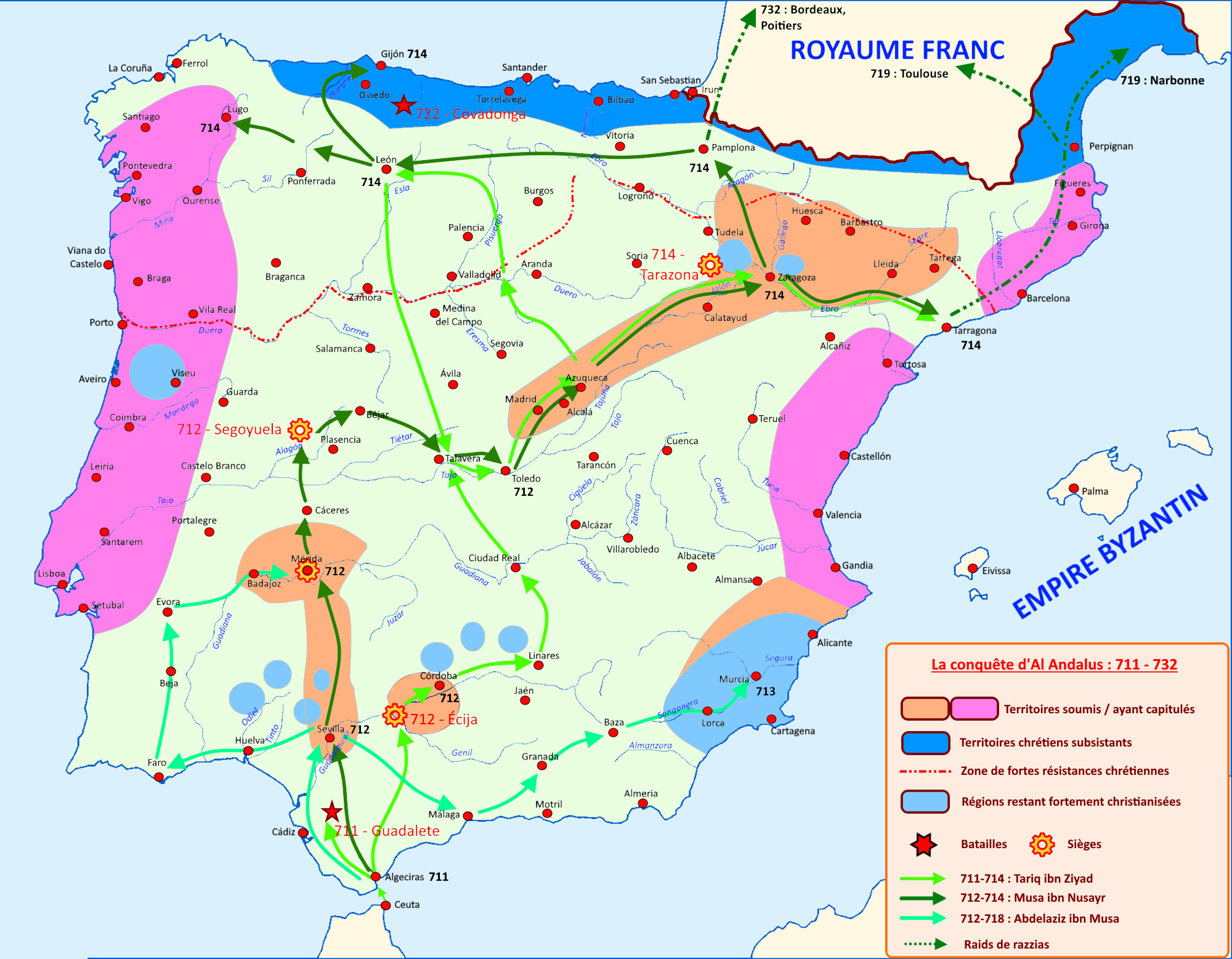
Conquête musulmane de 711 à 718

Après le passage sous domination maure des provinces d'Hispanie (711) et de la Septimanie (719), la Gallaecia reste la seule entité administrative de la péninsule ibérique échappant à l'influence musulmane et conservant ses structures socio-économiques héritées du passé galaïco-romain et suève. Ce territoire, qui va du Golfe de Gascogne jusqu'au fleuve Douro, n'est plus rattaché au gouvernement wisigoth de Tolède, ni à son héritier politique l'émirat omeyyade de Cordoue, lui-même assujetti à Damas. La décadence et la disparition finale de l'état wisigoth provoque un vide du pouvoir central, c'est-à-dire la fin de la dépendance politique des peuples du nord-nord-ouest face à la puissance de Tolède, et favorise l'émergence des nobles galiciens, asturiens et vascons, qui tentent d'agrandir leur territoire, aussi bien par la voie diplomatique, par les pactes et les mariages, que par la voie militaire.
En réalité, malgré les convulsions politiques du début du VIIIe siècle, l'organisation ecclésiastique galicienne ne subit pas de modification profonde. Tandis que les Asturies doivent attendre la fin du IXe siècle pour être doté d'un siège épiscopal, la Galice maintient une complète continuité religieuse depuis l'époque galaïco-romaine dans trois diocèses au moins - Lugo, Britonia-Mondoñedo et Iria - avec des évêques y résidant sans interruption, et nominativement dans cinq autres diocèses - Braga, Ourense, Tui, Lamego e Dume - dont les titulaires, devant l'insécurité politico-religieuse, préfèrent résider dans les autres villes. Ainsi, Lugo accueille temporairement les évêques de Braga et d'Ourense, Iria ceux de Tui et Lamego, et Britonia-Mondoñedo celui de Dume.
Le manque de documents des VIIIe et IXe siècles rend difficile la connaissance des institutions politiques de l'époque. La première mention d'un personnage doté d'attributs seigneuriaux après la chute des Wisigoths apparait dans un document de l'année 812, le Testamentum Regis Adefonsi (testament du roi Alphonse), qui décrit un noble du nom de Pélage (Pelagius), peut-être seigneur du territoire autour de Cangas de Onis vers 710, qui aurait participé dans la région de Galice à une rébellion contre le pouvoir musulman à Covadonga, comme cela est rapporté dans les chroniques d'Alphonse III, chroniques qui, bien que postérieures à ces évènements, les décrivent de façon détaillée.
En revanche, dans des textes comme la Chronique byzantino-arabe ou les Chroniques mozarabes, rédigées dans les années 741 et 754 respectivement, il n'est pas fait mention du personnage de Pélage, ce qui incite certains historiens actuels à mettre en doute l'importance et même la réalité de Pélage et du mythe de Covadonga. La chronique musulmane Akhbar Madjmu'a évoque la rébellion : « Les Galiciens, en mettant à profit la guerre civile entre les musulmans du milieu du VIIIe siècle, se sont soulevés contre l'Islam et se sont emparés de tout le district des Galice » ; l'historien tlemcénien Al-Maqqari mentionne, de la même façon : « Isa ben Ahmad Al-Razi dit qu'aux temps d'Anbasa ben Suhaim Al-Qalbi, s'est dressé dans des terres de Galice un âne sauvage appelé Belai ». Toutefois, à l'instar des chroniques chrétiennes, celles-ci ont été écrites plus d'un siècle et demi après les évènements relatés.
Les descriptions les plus précises de Pelage, apparaissent à la fin du IXe siècle, et de nombreuses origines lui sont prêtées dans les chroniques tardives chrétiennes. Pour la Chronique d'Albelda, Paio est le petit-fils du dernier roi de Tolède, Rodéric ; pour la Chronique Rotense (es), il a été choisi en concilium par les Galiciens eux-mêmes dans le respect de la loi élective wisigothique ; pour d'autres, il est même le descendant de Léovigild et de Récarède ou le fils du duc Favila. Quelle que soit la réalité, la seule chose que l'on puisse affirmer est que le personnage de Pélage, devenue un mythe, est probablement, s'il a vraiment existé, un des nombreux seigneurs chrétiens de la Gallaecia de l'époque, ayant une importance éminente sur le territoire des Asturiens du début du VIIIe siècle, depuis sa modeste cour de Cangas de Onís, ce qui ne contredit pas le récit d'Al-Maqqari qui le décrit comme « un infidèle dénommé Belai, naturel des Asturies en Galice ». Son fils, Favila lui aurait succédé sur une très courte période.

### Origine et consolidation duRegnum Christianorum

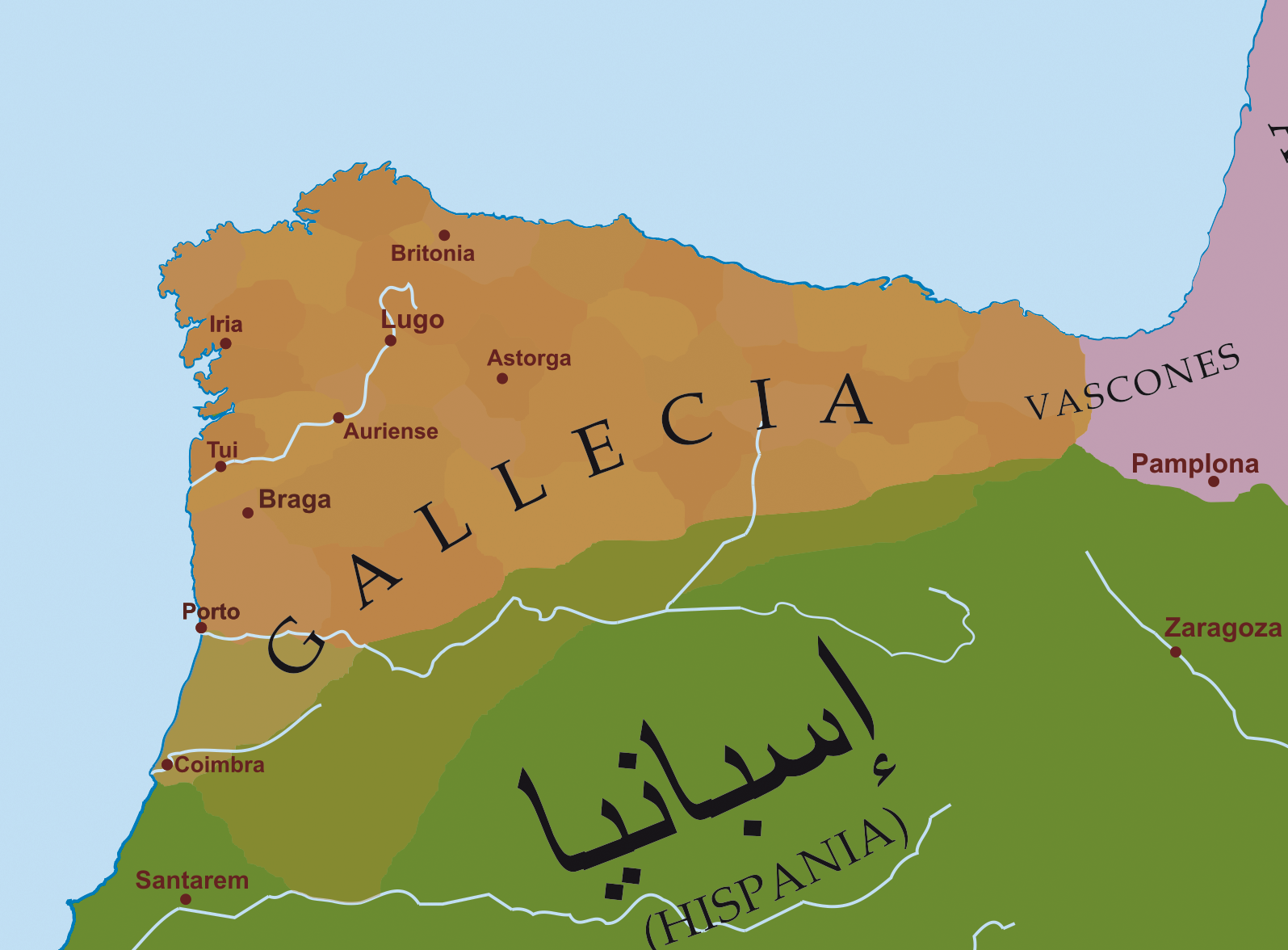
Le nord de la péninsule ibérique en 720.

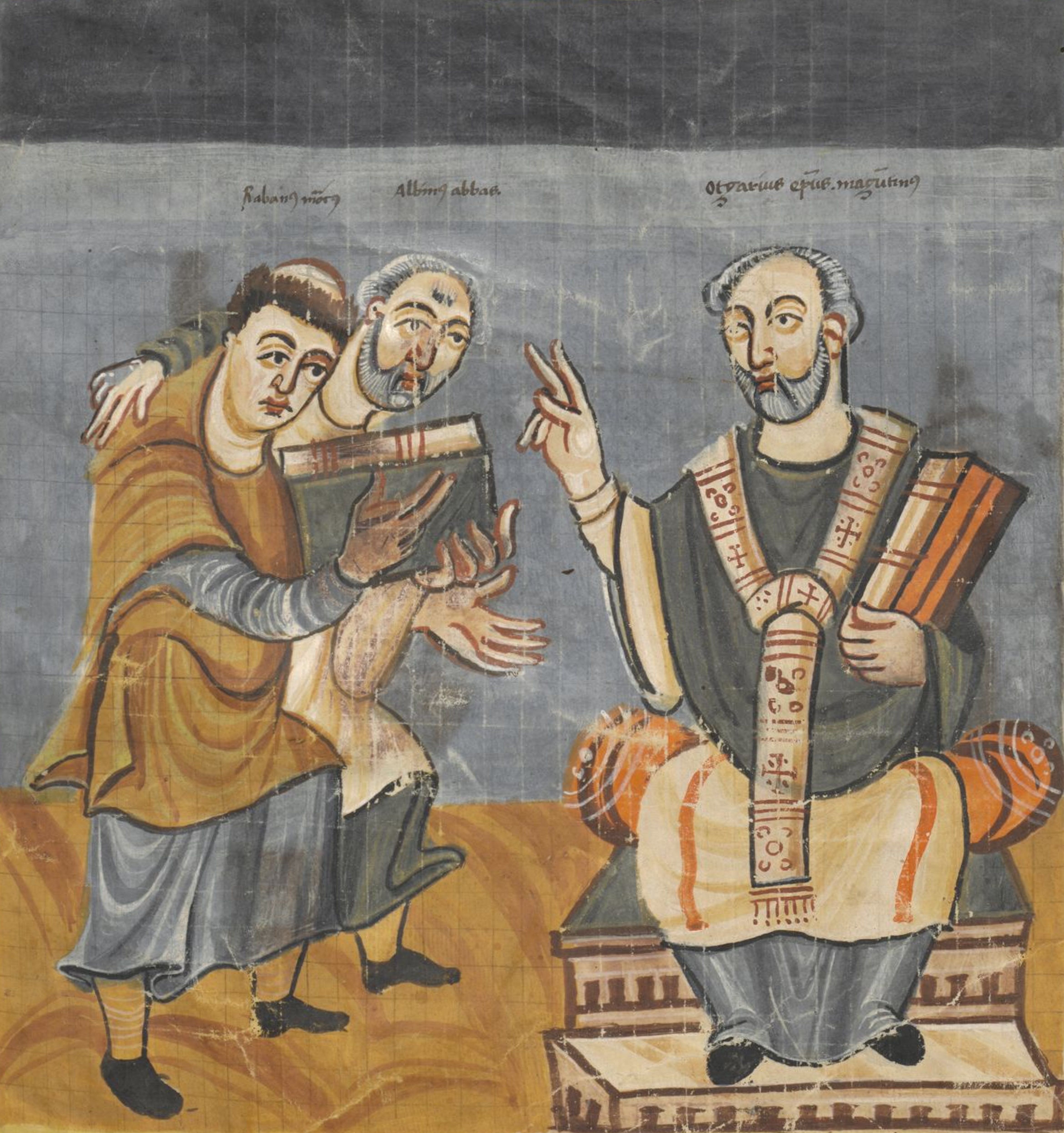
Miniature médiévale d'Alcuin de York, savant et conseiller de Charlemagne, qui a participé avec les évêques galiciens au synode de Francfort (794) contre l'adoptianisme.

Avec la mort de Favila, les chroniques alphonsines rapportent l'arrivée d'un seigneur d'origine cantabre, Alphonse, qui aurait agrandi son domaine par son mariage avec la sœur de Favila. Le petit royaume établi par Pélage s'agrandit ainsi par voie matrimoniale en perdant sa condition strictement asturienne, pour devenir une entité dont le caractère chrétien, et surtout le cadre géographique, seront les éléments unificateurs entre ces seigneurs cantabro-asturiens qui agrandiront leurs domaines propres et les uniront à d'autres territoires. On passe ainsi d'un petit royaume de l'est asturien à un territoire plus grand autoproclamé avec le temps Regnum Christianorum, (royaume des Chrétiens), puisque le facteur religieux, allié à l'absence de vassalité directe à Cordoue, qui détermine l'intégration des divers peuples de la Gallaecia.
Les chroniques expliquent cette expansion territoriale par les repeuplements, en suggérant qu'Alphonse Ier, a repeuplé « les Asturies, les Primorias (es), Liébana, Trasmiera (es), Sopuerta, Carranza, la Bardulie (es) et la partie maritime de la Galice ». L'analyse archéologique et documentaire a néanmoins démontré récemment que le nord et le nord-ouest péninsulaires ont toujours été habités par la même population ; il convient donc de comprendre cette affirmation non comme un repeuplement sur une terre inhabitée, mais comme une réorganisation par une puissance seigneuriale, en l'occurrence celle d'Alphonse Ier, sur des territoires à la marge d'un pouvoir étatique.
En 757, Froila succède à son père Alphonse Ier, après avoir assassiné son frère Vimaranus dans un conflit successoral.

### Alphonse II des Asturies et la tombe apostolique

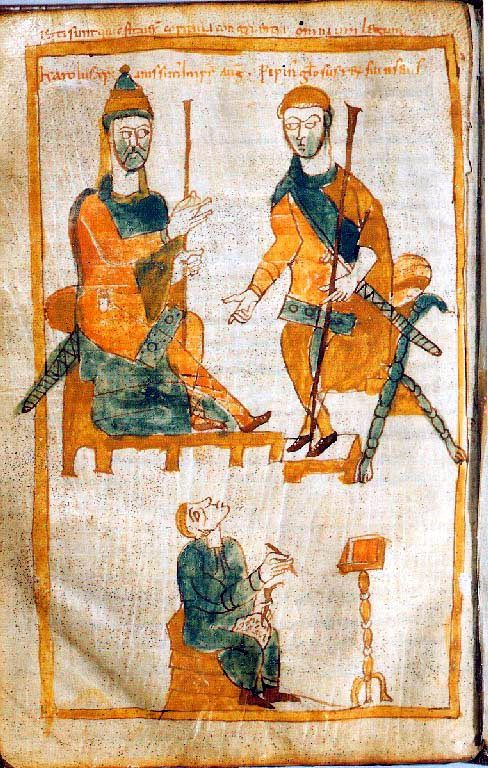
Charlemagne (à gauche) et Pépin le Bossu. Copie réalisée au Xe siècle d'un manuscrit original des environs de l'an 830.

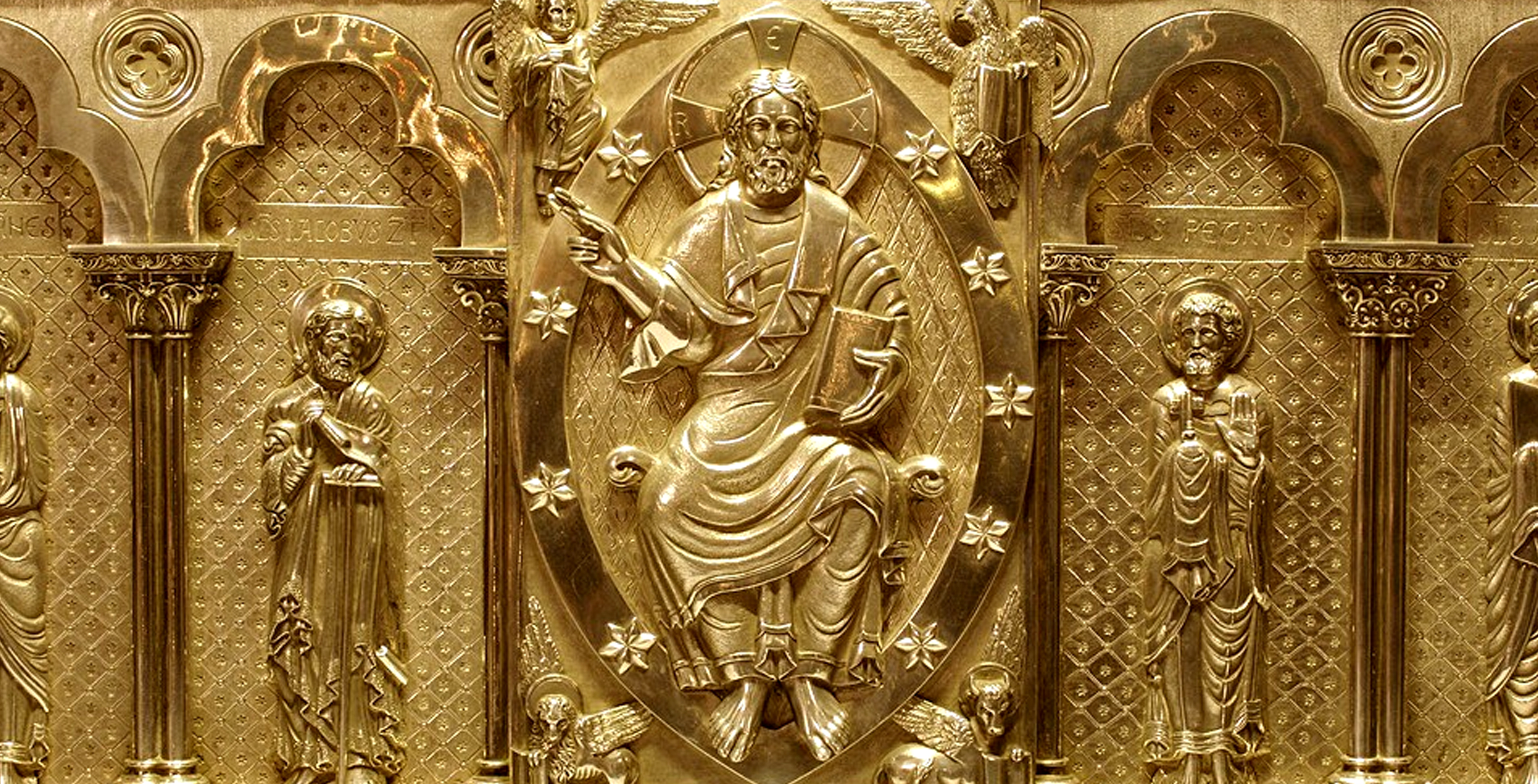
Tombe en argent dans la cathédrale de Saint-Jacques-de-Compostelle, qui contient peut-être les restes de l'apôtre Jacques le Majeur, ouvrage réalisé au XIXe siècle. Au centre apparaît le Christ pantocrator entouré des évangélistes.

Alphonse II entreprend un changement politique fondamental, passant d'une annexion forcée, source de nombreux conflits entre prince asturo-galiciens, à une intégration pacifique des peuples de Galice (populos Gallecie) à l'intérieur de la Couronne. Le règne d'Alphonse II marque une étape importante dans la consolidation de l'institution monarchique, au plus grand bénéfice de l'ensemble des intérêts galiciens. Il est élevé dans la ville de Samos, vraisemblablement dans la famille d'un potentat de Galice, comme la plupart de ses successeurs. Deux éléments historiques fort importants soulignent le renforcement du royaume : les relations avec le royaume franc et la crise religieuse née de la querelle des adoptianistes, probablement commencée à l'époque de Mauregat et continuant sous les règnes de Bermude Ier et du propre Alphonse II. Ces deux aspects historiques sont mentionnés dans les annales carolingiennes mais occultés par les chroniqueurs d'Alphonse III.
Alors que les chroniques écrites sous Alphonse III passent sous silence ces contacts politiques entre les monarques galiciens et carolingiens, les sources franques confirment la présence des évêques de Galice au concile de Ratisbonne en l'an 782 ainsi qu'au concile de Francfort, auxquels assistent les évêques d'« Italiae, Galliae, Gothiae, Aquitaniae, Galleciae » (d'Italie, de Gaule, de Gothie d'Aquitaine et de Galice) en l'an 794, le plus important de l'époque de Charlemagne pour avoir abordé la question de l'adoptianisme, qui a modifié l'unité religieuse de l'Occident. Simultanément, les différentes annales franques font état des ambassades d'Alphonse II, mentionnées aussi bien dans les Annales Regni Francorum que dans la Vita Karoli Magni sous la forme Hadefonsi regis Galleciae et Asturiae  c'est-à-dire roi des Asturies et de Galice, voire sous celle de Adefonsi Galletiarum principis  (prince de la Galice) selon la Vita Hludovici, et Hadefuns [al., Alfonsus] rex Gallaeciae , selon la chronique médiévale de Herman de Reichenau, écrite au XIe siècle. En tout état de cause, les relations entre Charlemagne et ce souverain sont assez étroites pour que le chroniqueur Eginhard, dans la Vita Karoli Magni, affirme qu'Alphonse II envoie des messagers ou des missives au roi des Francs, pour être désigné comme propriu sunn, c'est-à-dire son vassal.
Toutefois, le fait le plus marquant de son règne reste la découverte ou l'invention de la tombe de l'un des douze apôtres de Jésus-Christ, Jacques le Majeur. L'évènement se produit à Compostelle, grâce à l'évêque d'Iria, Teodomiro, avec toute la charge de sens politico-religieux que revêt un tel fait historique, dans une période où la monarchie a besoin de symboles intégrateurs.
Au Moyen Âge, « le culte d'un saint pourrait bien aider à façonner un royaume », et Alphonse II décide de construire une église, qui sans être une œuvre de grande ampleur, devient la pierre angulaire de ce qui deviendra le bijou roman de l'Europe.
La plupart des historiens contemporains y voient une "invention" avec des objectifs politiques et religieux essentiellement motivés par la crise religieuse de l'adoptianisme, car cela entraînait la création d'une Église nationale en Gallaecia indépendante de l'église mozarabe de Tolède maintenue comme centre religieux depuis la fin du pouvoir suève de Braga. Les partisans de cette interprétation pensent donc que l'invasion musulmane a été le facteur de base qui explique la reconnaissance de la tombe de l'apôtre saint Jacques en Galice, et non en Hispanie, parce que l'antique province romaine de Gallaecia est la seule restée à l'abri de la déferlante musulmane qui a envahi la péninsule à partir de l'année 711. De fait, cette découverte ou "invention" de la sépulture a lieu sous le règne d'Alphonse II, mais c'est au cours de la période immédiatement antérieure qu'a été mise en place la base idéologique de ce qui allait devenir le "centre compostellan" de l'évêque Teodomiro de Iria, entre 818 et 847. Aussi bien Mauregat que Bermude Ier sont contemporains de la querelle de l'adoptianisme, du commentaire de l'Apocalypse attribué à Beatus de Liébana et de la composition du premier hymne liturgique honorant saint Jacques et associé au roi Mauregat par un acrostiche.
Alphonse II établit la capitale du royaume à Oviedo, au motif que la ville est propriété personnelle du monarque, et que l'absence d'un siège épiscopal antérieur lui épargne d'avoir à partager son autorité sur la ville. Alphonse II devient ainsi le premier rege oventese, roi d'Oviedo, dominant toute la Galice à partir de cette ville. Il est néanmoins coutume de remplacer son titre de rege oventese par celui de rei de Asturias (roi des Asturies), dénomination ajoutée dans l'Espagne du XIXe siècle par les premiers historiens romantiques, tels que Modesto Lafuente, en pleine période de naissance du nationalisme espagnol contemporain, et toujours en vigueur au début du XXIe siècle.

### Période et lignageramirenses

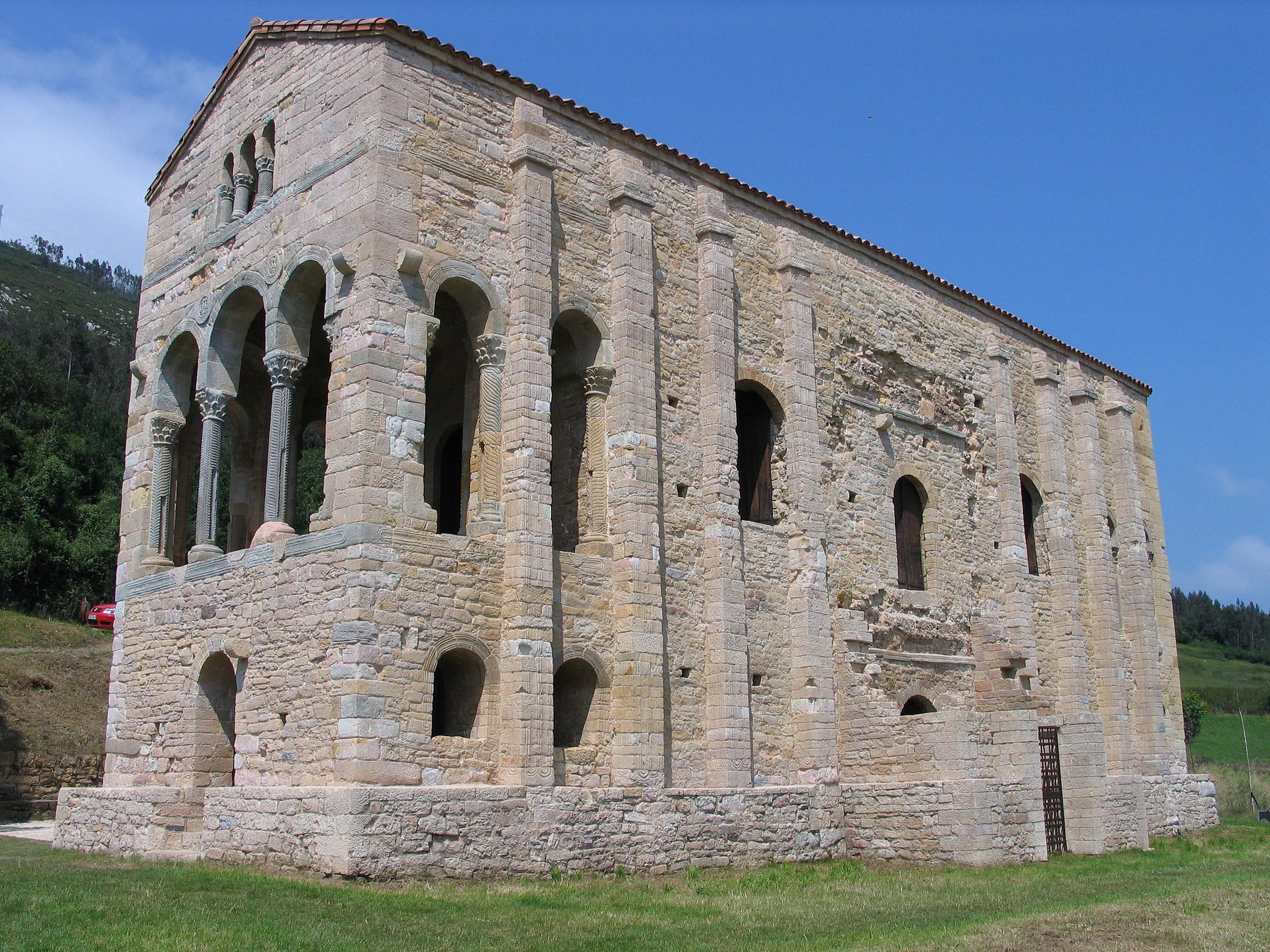
Église de Santa María del Naranco. Ancien manoir royal de Ramire Ier dans les environs d'Oviedo. IXe siècle apr. J.-C.

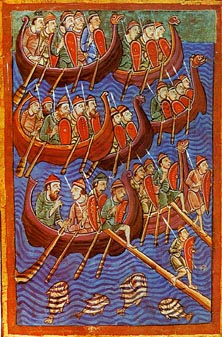
Flotte sacandinave, certainement danoise, dans un manuscrit du IXe siècle.

Le fondateur de la dynastie des Ramirez, Ramire Ier (842-850), est passé à l'histoire comme un monarque énergique : les chroniqueurs l'ont appelé Virga Iustitiae (verge de la justice) pour sa prompte victoire sur ceux qui se sont rebellés. Paradoxalement, lui-même accède au trône à la tête d'une rébellion contre l'héritier légitime, le noble du palais Népotien, beau-frère d'Alphonse II, en comptant sur l'appui de la noblesse orientale de l'ancienne Gallaecia, comme le rapportent la Chronique d'Albelda et la Chronique Rotense.
Selon les chroniques, Ramire Ier, en quête d'une épouse dans la Bardulie (un des territoires formant l'ancien comté de Castille), doit retourner à l'ouest de la Gallaecia, aux alentours de Lugo, pour rencontrer des aristocrates galiciens, des partisans de sa cause qui le soutiennent pour accéder au trône et démettre Népotien. Après avoir réuni un important contingent militaire, il se rend aux Asturies.
Sur la route d'Oviedo, se produit le premier affrontement entre Ramire et Népotien, précisément au lieu-dit de Curniana sur le pont de la rivière Narcea, (affluent du Nalón), au cours duquel l'armée galicienne défait les Asturiens et les Basques ; Népotien fuit le champ de bataille, ainsi que le rapporte la chronique Ad Sebastianum, « Cui Nepotianus occurrit ad pontem fluuii Narcea adgregata manu asturiensium et vasconum ». En 842, enfin à Oviedo, il peut imposer son pouvoir sur la région des Asturies.
L'affrontement entre Ramire et Népotien reste une guerre civile née des particularismes territoriaux. Ramire s'appuie militairement sur deux importants comtes galiciens (Sonna et Scipion). Il n'a cependant aucunement l'intention de créer un nouveau trône en Galice, mais plutôt d'accaparer le trône déjà installé à Oviedo. La preuve semble en être la construction d'un palais sur le mont Naranco, à quelques kilomètres de la cour d'Oviedo, et qui, selon une étude récente de l'Université d'Oviedo, aurait probablement servi de cour alternative destinée aux réceptions et actes judiciaires et dans laquelle Ramire et ses partisans se seraient installés avant la capture de Népotien.
Ramire Ier parvient à se maintenir sur le trône et être à l'élément primordial d'une dynastie débutant avec Bermude Ier, le Diacre, et se poursuivant par lignage masculin jusqu'au XIe siècle. La majorité des historiens se retrouvent sur l'importance pour la Galice de la victoire du candidat de son aristocratie. Ainsi, Ramón Menéndez Pidal signale qu'« avec Ramire Ier, c'est la Galice qui prévalait au sein de la monarchie », conclusion semblable à celle de Vicente Risco, lorsqu'il note, dans son Histoire de la Galice, qu'« à partir de Ramire Ier commence une prédominance de la Galice au sein du royaume occidental ». En outre, sous le règne de ce monarque commence une expansion territoriale que ne s'arrête qu'à la fin du IXe siècle avec l'intégration des villes et des terres de la vallée du Douro. À partir de Ramire Ier, la succession devient patrilinéaire.
Son fils héritier, Ordoño accède au trône à la mort de Ramire en l'an 850 sous le nom d'Ordoño Ier. Durant son règne de seize ans, il étend l'autorité royale jusqu'au León, Astorga, Tui et Amaia Patricia selon les Chroniques d'Alphonse III. Sous son règne, la Galice est également menacée par une vague d'invasions normandes, arrêtées par le comte Pedro . Avec Ordoño Ier débute le grand mouvement d'expansion territoriale de la seconde moitié du IXe siècle, avec l'intégration de la Galice méridionale dans le Christianorum Regnum, œuvre complétée par son fils Alphonse III.

### Le règne d'Alphonse III et le néo-gothicisme

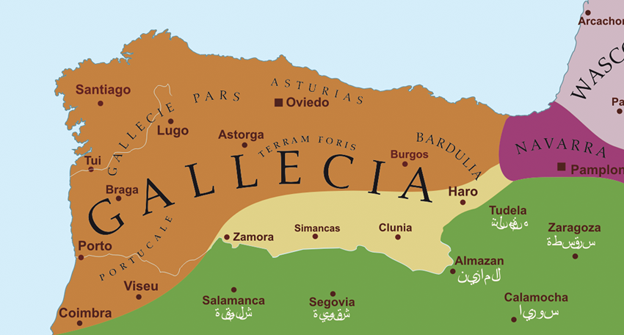
Carte politique du nord-ouest de la péninsule Ibérique en l'an 891.

À la mort de Ordoño Ier en 866, Alphonse III succède à son père et consolide un appareil politique, qui s'est maintenu avec beaucoup de difficultés tout le long du IXe siècle.
Deux évènements de son règne sont dignes d'être soulignés. Durant la deuxième moitié du IXe siècle sont achevés, d'une part, l'intégration des territoires entre le Miño et le Douro au Regnum Christianorum, et, d'autre part, l'élaboration des bases idéologiques nécessaires à la consolidation de la légitimité d'Alphonse III et de l'état naissant.
Ce dernier point est l'innovation la plus marquante de son règne. Les efforts d'Alphonse III pour imposer la légitimité de sa prééminence politique visent à démontrer l'existence d'un lignage héréditaire antérieur ininterrompu, non seulement au cours des VIIIe et IXe siècles, mais en remontant jusqu'à l'an 711 pour se rattacher directement aux rois wisigoths, pour en être ainsi considéré comme le successeur naturel par héritage lointain. Pour une telle entreprise, il est nécessaire de créer (fut-elle réelle ou non) une lignée de rois capables de combler le vide historique du VIIIe siècle, et qui partagent la même conviction sur une ascendance wisigothe. Cette idéologie est connue sous le nom de néo-gothicisme.
Ainsi, ont été rédigées, dans les cercles proches de la cour, deux chroniques : la Chronique d'Albelda, rédigée entre les années 881 et 883  et celle connue sous le nom de Chronique d'Alphonse III, cette dernière ayant deux versions, la version Ad Sebastianum et la version Rotense (dite Chronique Rotense).
Dans cette dernière, on peut trouver dans la bouche de Pélage des phrases comme : « Spes nostra (...) sit Spanie salus et Gotorum gentis exercitus reparatus » (notre espoir est de sauver l'Espagne et de restaurer l'armée wisigothe).
Avec ce cycle de chroniques, Alphonse III met en avant que la nouvelle monarchie partage avec l'ancien royaume wisigoth les valeurs de la religion chrétienne face au pouvoir établi à Cordoue. Ces chroniques rattachent personnellement Pélage aux anciens monarques wisigoths grâce à un lignage de succession étudié et intéressé, mais qui resterait néanmoins moins légitime que celle d'Abd al-Aziz ibn Musa, marié à la dernière reine wisigothe, Egilona, et donc seigneur légitime de Spania.
Les monarques d'Oviedo et leurs prédécesseurs sont ainsi considérés intentionnellement par ces chroniques comme les restaurateurs du royaume wisigoth grâce à la rébellion commencée aux Asturies, transmettant l'héritage de la monarchie de Tolède à celle d'Oviedo avec l'aide de la providence. En revanche, les preuves historiques (archéologiques et documentaires) réfutent cette manipulation idéologiquement orientée, à tel point que la Chronique Rotense affirme le repeuplement simultané des Asturies et des côtes galiciennes - présentant fallacieusement ces derniers territoires comme dépeuplés, et attribuant cette restauration à des rois antérieurs qui n'y avaient en rien contribué. Le néo-gothicisme constitue un des éléments des plus manifestes des chroniques de l'époque d'Alphonse III, par la création d'un mythe, qui a perduré dans le temps. Ces chroniques seront, par ignorance ou par idéologie, considérées comme une source digne de foi par de nombreux auteurs espagnols depuis le XIXe siècle.

## Galice et León (910-1230)

### Transfert de la cour à la ville de León

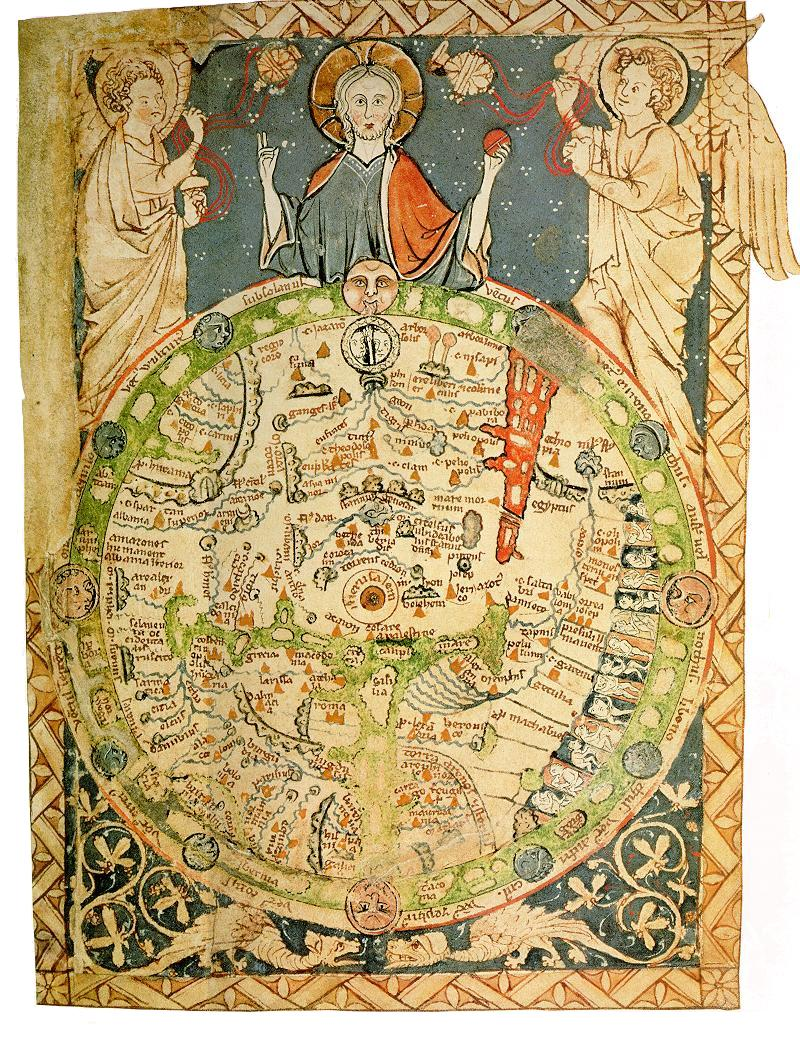
Psautier de Londres, mappemonde anglais dans lequel sont représentées les nations connues, dans la partie inférieure on peut reconnaître les localisations de la Galice et de l'Hispanie. XIIIe siècle.

La consolidation de la monarchie favorise, aux environs de l'an 910, la décision des monarques de transférer la cour d'Oviedo à León. Les facteurs économiques sont sans aucun doute décisifs dans cette décision puisqu'il il s'agit de donner une impulsion aux itinéraires humains et commerciaux vers la France et l'Espagne musulmane, en se rapprochant considérablement de cette dernière. La ville de León, située en Galice depuis l'empire romain bénéficie d'une situation privilégiée, au confluent, dans l'axe Astorga-León, de deux routes importantes : la voie qui relie l'ancienne capitale suève Braga avec Bordeaux, et la Vía de la Plata (Voie de l'Argent), qui arrive en Galice en provenance de la Spania, en passant par les villes de Séville et Mérida. De plus, León n'étant pourvue ni d'évêque, ni de seigneurs féodaux - contrairement à la ville voisine d'Astorga - cet ancien camp romain, comme cela avait été le cas pour le choix d'Oviedo, constitue un carrefour idéal pour l'installation de la nouvelle cour.
Avec le transfert de la cour, les rois cessent d'utiliser la qualification d'ovetense pour celle de legionense. León devient au début du Xe siècle la nouvelle capitale de la Galice.

### Guerre civile auXesiècle
La division du royaume d'Alphonse III entre ses fils en 910 est le prélude à une longue période d'instabilité politique, au cours de laquelle plusieurs factions de la famille royale s'entre-déchirent pour le pouvoir à León, et plus généralement en Galice, factions appuyées par différents groupes d'aristocrates locaux qui essaient d'imposer leur poids politique. Après le renversement d'Alphonse III par son fils ainé, García, qui s'impose à León en tant que roi de Galice, la noblesse galicienne décide d'appuyer Ordoño, fils aîné d'Alphonse III, marié à Elvire. Finalement le troisième fils, Fruela gouverne les terres asturiennes, c'est-à-dire les terres entre la cordillère Cantabrique et la côte.

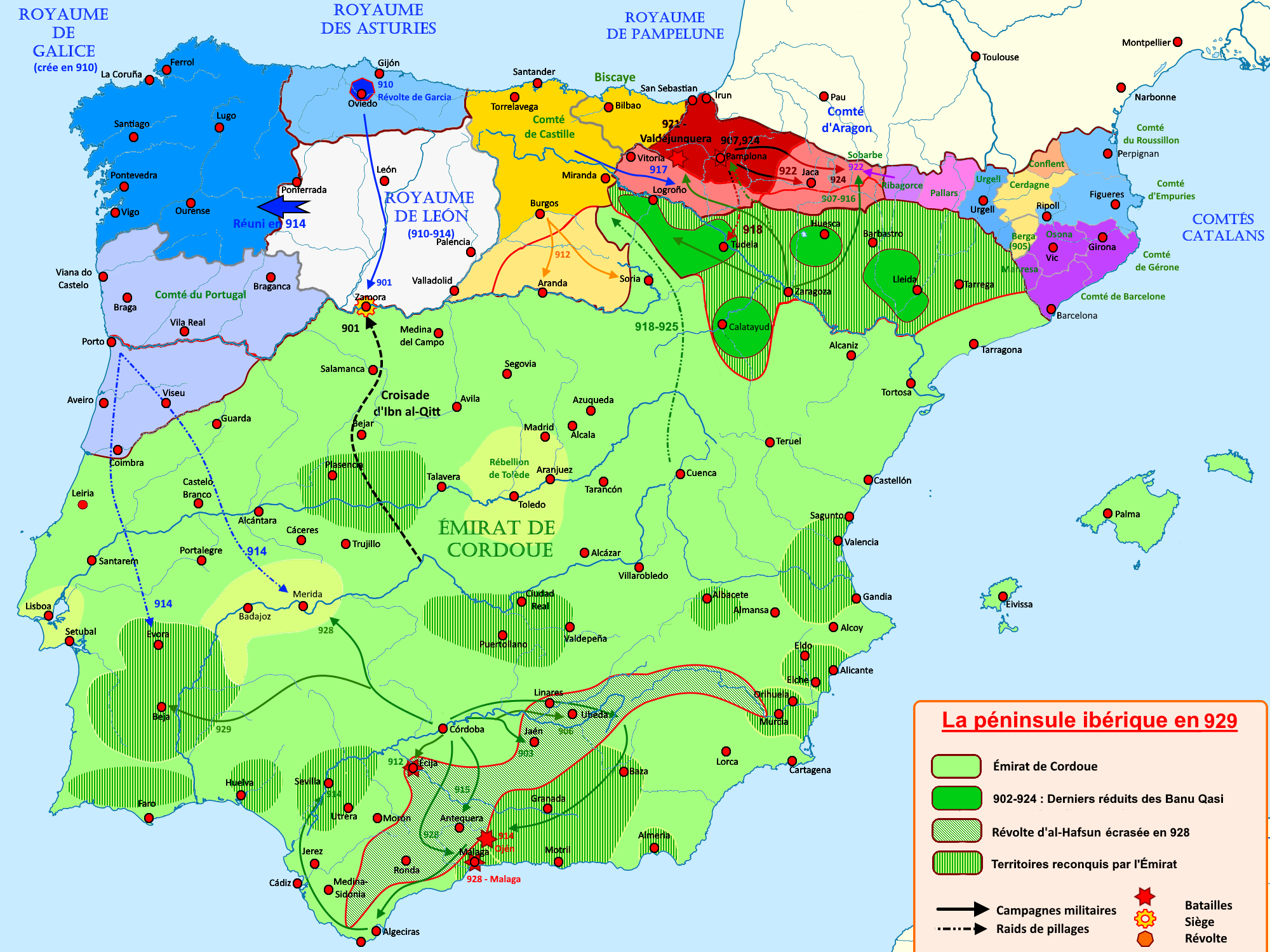
Le Royaume de Galice en 910
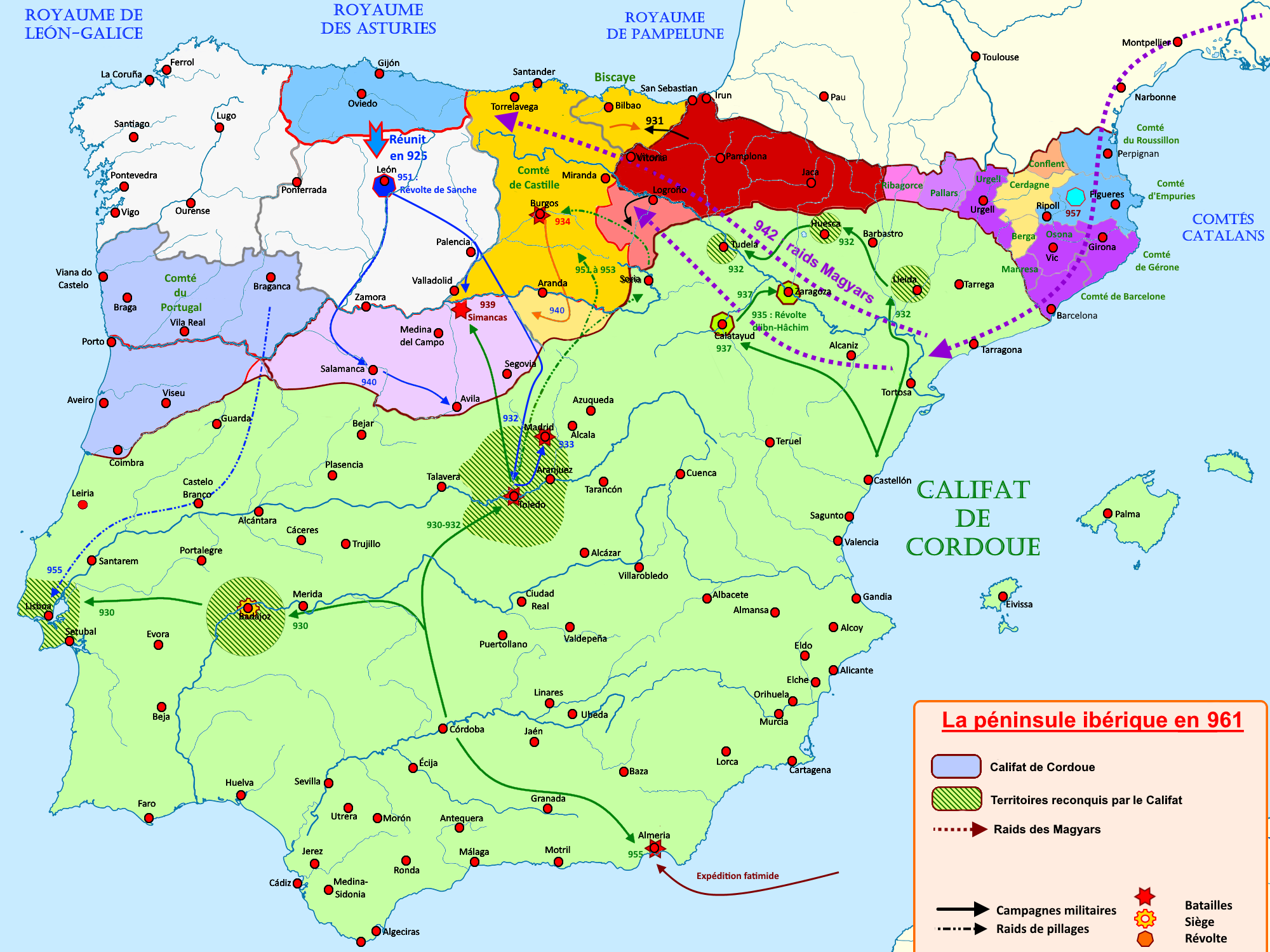
Le royaume de Galice de 929 à 961

La relation entre les frères est strictement féodale, García Ier gouverne le royaume depuis León, son frère cadet Ordoño II lui rend hommage de vassalité depuis sa juridiction occidentale, la Galice, et Fruela rend hommage à ce dernier et conséquemment à García en dernière instance. Un grand nombre d'auteurs interprètent cette situation comme la création d'un nouveau royaume, celui de León (car la capitale est dans cette ville), en revanche d'autres auteurs s'appuient sur l'idée d'une création de trois royaumes (royaume de Galice, royaume de León et royaume des Asturies). Le royaume n'a toutefois jamais cessé d'être le même et d'être gouverné par la même famille royale. Il n'a jamais perdu sa conception unitaire, comme le montre la succession de García (mort en 914), par laquelle ses frères héritant successivement et en toute "normalité". Cette pratique est similaire à celle de la monarchie capétienne, dans laquelle la création de duchés maintient l'unité du royaume.
Des tensions naissent autour de l'an 924, avec la succession d'Ordoño II qui provoque des rivalités entre ses fils et son frère Fruela. C'est le lignage d'Ordoño II qui s'impose à Alphonse, fils de Fruela, avec l'appui de la noblesse galicienne ; les pouvoirs sont à nouveau partagés entre les fils d'Ordoño II. L'aîné, Sanche (es), est couronné roi de León - et donc de Galice - ; ses frères cadets, Alphonse et Ramire, gouvernent les différents territoires comme seigneurs féodaux. En 926, Alphonse IV détrône Sanche avec le soutien navarrais et s'empare du gouvernement de León. Plus tard, il abdique en faveur de son frère cadet, Ramire II.
Saint Rudensidus est l'arbitre de cette instabilité en agissant comme médiateur entre Ordoño IV, le fils d'Alphonse IV, et Sanche Ier, celui de Ramire II, tous deux couronnés à Saint-Jacques-de-Compostelle. Le résultat de l'une des rébellions sera le couronnement en Galice de Bermude II (982), qui détrône Ramire III et unifie une nouvelle fois les deux territoires.
Avec l'expansion de la Navarre par Sanche III dit Le Grand, les territoires de la couronne de León se trouvent pratiquement réduits au royaume de Galice, jusqu'à la victoire du fils de ce dernier, Ferdinand, le futur roi de Castille, sur Bermude III. Ferdinand Ier de Castille, après la prise de contrôle du territoire galicien et l'acquisition de la légitimité par le mariage avec la sœur de Bermude III, Sancha, réalise une première expérience d'unité de l'ensemble composé de la Galice et du León avec la Castille. En application des usages monarchiques, Ferdinand Ier organise par testament la répartition de ses royaumes entre ses fils.

### Crise de la monarchie - Hostilités avec Al-Andalus

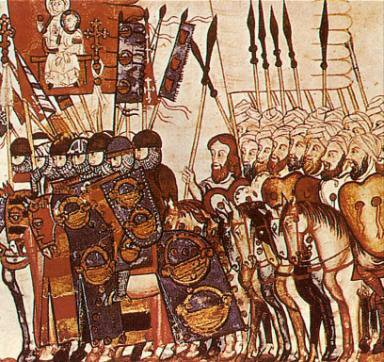
Miniature médiévale des Cantigas d'Alphonse X le Sage dans laquelle on peut voir des armées musulmane et chrétienne.

La ville de León ouvre ses portes à Bermude II, victorieux grâce à l'aide des nobles galiciens, en l'an 984, dès lors c'est de cette ville qu'il gouverne toute la Galice, Regnante Veremudo rex in Galezia. Le nouveau roi s'empresse de se faire reconnaître comme tel par Almanzor en recevant de l'aide militaire du vizir pour affronter et vaincre les nobles rebelles. Toutefois, considérant que le séjour prolongé des forces maures dans le sud de son royaume comme une occupation, Bermude II les expulse, rompant ainsi de facto son alliance avec Almanzor. Cette rupture révèle en fait l'incapacité du roi à affronter efficacement le général musulman. En 987, il perd des villes importantes au sud de la Galice, comme Coimbra et Viseu. Il subit de plus assauts et pillages de villes aussi importantes qu'Astorga, Saint-Jacques-de-Compostelle et même León. Il est également amené à accepter la présence d'autorités musulmanes à Toro.
Les campagnes menées contre Almanzor entre les années 987 et 996 prennent fin avec une alliance par voie matrimoniale : Almanzor lui-même épouse une fille de Bermude, Thérèse, dès la signature de la paix en 996 et le roi Abdallah de Tolède convole avec une sœur d'Alphonse V.
Le règne de Bermude II confirme l'influence galicienne, influence qui se matérialise par l'éducation de l'héritier unique, le futur Alphonse V confiée au puissant duc galicien Mendo González, ramenant le pouvoir entre les mains de la noblesse de ce territoire et neutralisant l'hostilité permanente des comtes de Castille à l'égard de leurs rois. Ce renforcement reste toutefois temporaire et prend fin avec le règne du fils de ce dernier, Bermude III. Le règne d'Alphonse V, Rex Gallitianus (roi Galicien) voit la consolidation institutionnelle que la monarchie galicienne a perdu durant le Xe siècle, au cours duquel de nombreux prétendants s'autoproclament rois avec l'appui d'autres nobles, à Compostelle ou à León, avec l'ambition de gouverner la Galice, de Finisterre jusqu'aux terres d'Alava. Pendant son court règne, il entreprend la restauration de villes comme León, ainsi que la reconquête des villes de Coimbra et Viseu, conquises par Almanzor. Lors du siège de cette dernière ville, en 1028, une flèche met fin à ses jours et place Bermude III sur le trône.

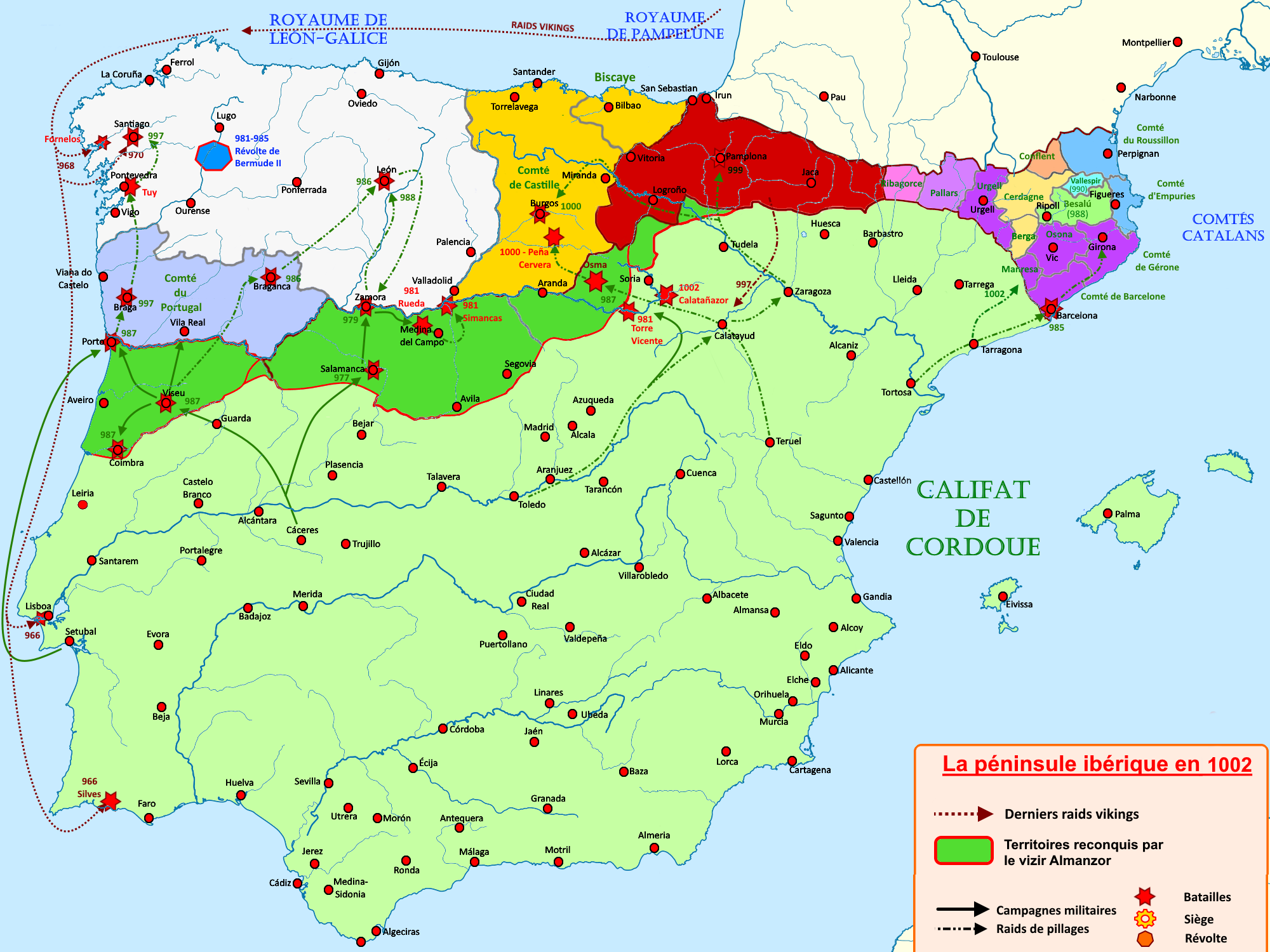
Le royaume de Galice et León face à Almazor : 961 à 1002

### Conflits avec le royaume de Navarre

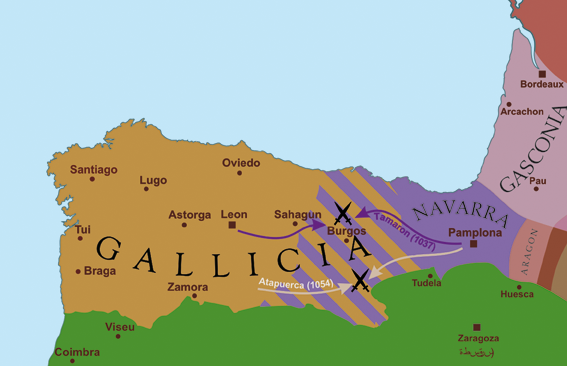
Carte du conflit territorial pour s'approprier la Castille entre les monarques de Galice et de Navarre au début du Xe siècle

Le mariage du roi Sanche III de Navarre avec la comtesse castillane Munia Mayor est à l'origine, au début du XIe siècle, d'un important conflit entre Bermude III et le roi de Navarre. En effet, alors que le comte de Castille rend traditionnellement hommage de vassalité au monarque de León, ce mariage semble conférer à ce dernier une certaine légitimité pour revendiquer la souveraineté, de jure ou de facto, sur le territoire castillan situé entre les rivières Araduei et Pisuerga, aux confins de la Galice du XIe siècle.
Le lien matrimonial de Sanche III avec le comté amènent les documents officiels à le présenter comme ayant une autorité royale sur la Castille, sans pour autant remettre en cause la supériorité de Bermude, le mentionnant comme imperator dommus Veremudus in Gallecia (empereur don Bermude en Galice). Malgré tout, la situation se révèle indiscutablement ambigüe et source de contentieux.
Les relations compliquées entre les deux royaumes semblent connaître à une trêve éphémère avec le mariage de la sœur de Bermude, Sancha, avec le comte García Sánchez de Castille, beau-frère de Sanche III de Navarre, mariage prévu en 1029 si, quelques jours avant les noces, le Castillan n'avait pas été assassiné à León par les Vela, une famille opposée à toute alliance pouvant se traduire par un rapprochement entre la monarchie galicienne et les comtes de Castille.
À la mort de García Sánchez, sa sœur Munia exerce sans partage l'autorité sur le comté et y facilite une intervention directe de son époux Sanche III pour assumer la tutelle sur ce territoire. En 1034, le Navarrais en vient à se présenter dans la ville de León comme roi, obligeant Bermude III à se retirer momentanément dans ses territoires de la Galice actuelle où il compte sur de solides appuis, pour en revenir l'année suivante pour restaurer sa dignité royale sur la capitale galaïque.
En 1032, Bermude, dans une dernière tentative diplomatique, parvient à unir sa sœur Sancha filiam Adefonsi Galliciensis regis (fille d'Alphonse, roi de Galice) avec Ferdinand Sánchez, deuxième fils de Sanche III et futur Ferdinand Ier de Castille.
La mort de Sanche ne met pas fin aux différends. Son fils aîné, García Sánchez, héritier du trône de Navarre, persiste à utiliser le titre de roi de Castille : de son côté, son frère Ferdinand, marié avec Sancha, hérite du comté de Castille (et donc de la vassalité féodale envers León) du fait de son beau-frère Bermude III. Toutefois, la légitimité des deux royaumes sur la Castille semblait être ouverte tant à Pampelune qu'à León, c'est ainsi que les deux frères navarrais, García et Ferdinand, guerroient contre Bermude III, et c'est au cours de l'un de ces combats que ce dernier trouve la mort, probablement pour avoir été en première ligne à la tête de la charge de la cavalerie.

### Siècles centraux

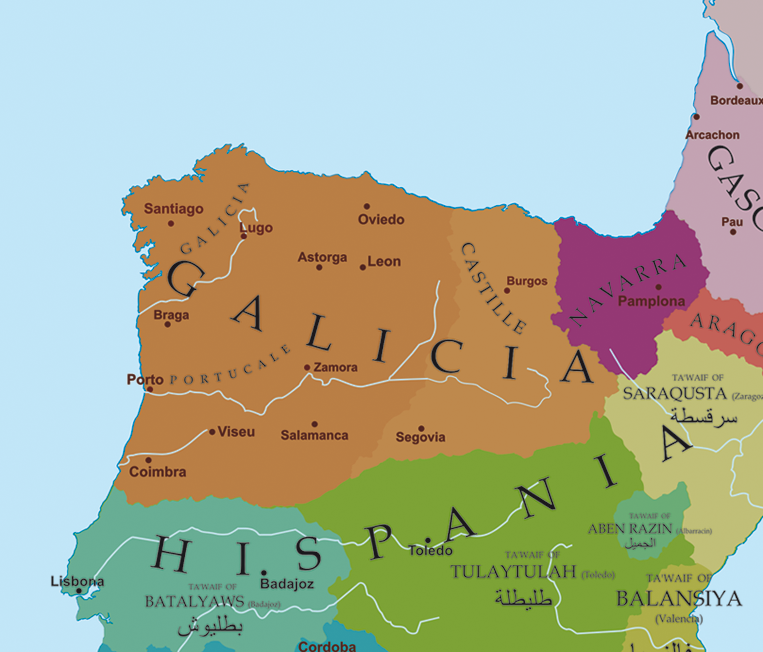
Carte politique du nord-ouest de la péninsule ibérique en 1064, avant la partition politique au haut Moyen Âge du royaume de Galice

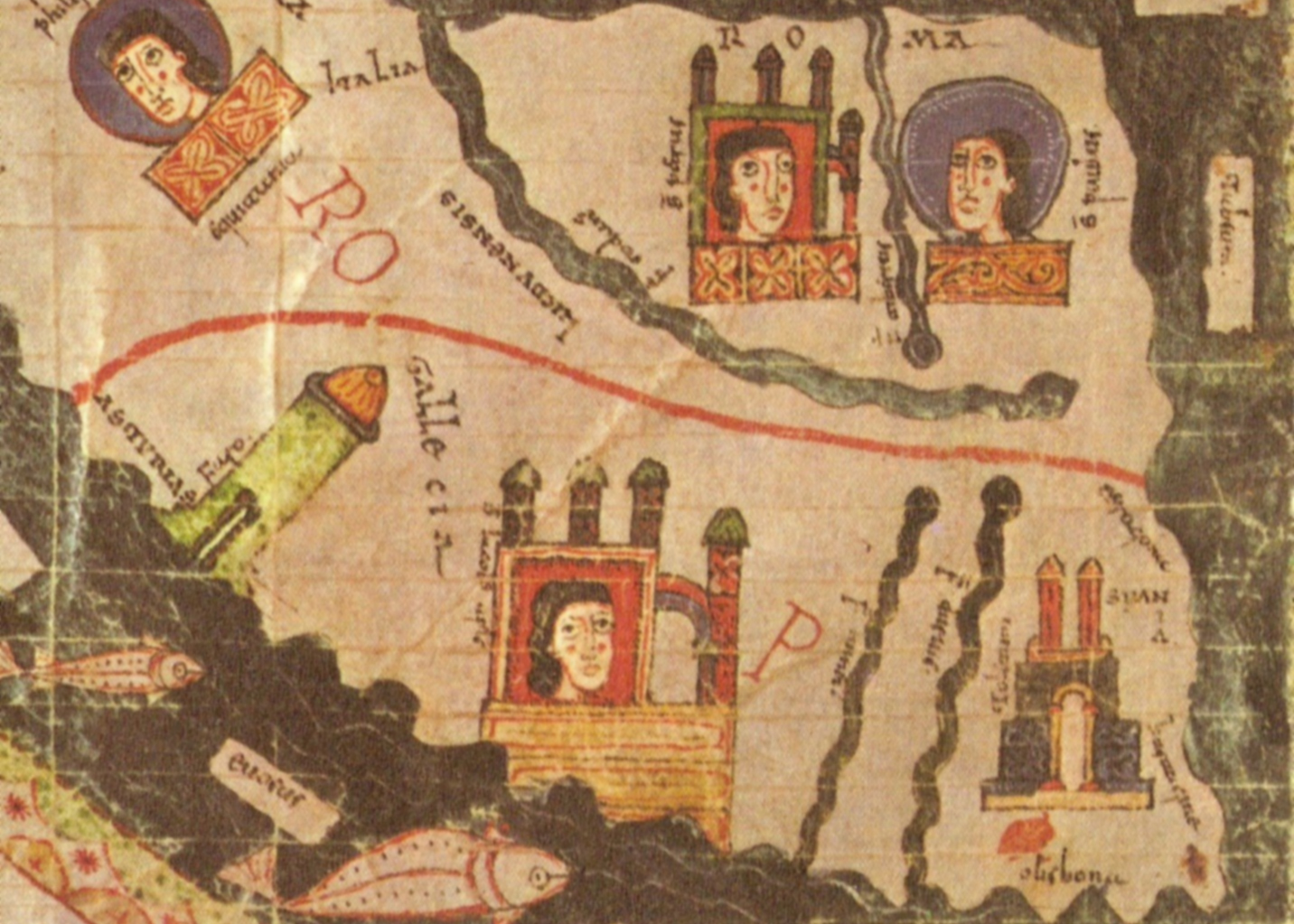
Mappamundi du Béatus de Burgo de Osma. Dans la péninsule Ibérique, on peut voir dans la moitié sud le nom "Span" (Hispania), et dans tout le nord-nord-ouest le nom "Gallecia" et sur la frange côtière nord "Asturias". Cathédrale du Burgo de Osma. Année 1086.

À la mort de Bermude III, le trône de Galice revient de droit à sa sœur Sancha qui hérite de l'intégralité du royaume. Son époux navarrais est couronné roi consort de Galice et gouverne à partir de la ville de León. Le couple parvient à préserver le territoire hérité et même à l'agrandir, en récupérant quelques villes perdues antérieurement, dont une particulièrement importante, Coimbra, qui rend à nouveau hommage de vassalité aux rois galiciens, bien que gouvernée par un musulman.
La mort de Ferdinand Ier en 1065, entraîne un nouveau conflit successoral : les trois fils aînés gouvernent chacun leur territoire et parviennent à préserver des relations. S'il est vrai qu'une bonne partie de l'historiographie considère ce fait comme une répartition déjà prévue par Ferdinand Ier avant sa mort, la conservation du titre de reine par Sancha et l'absence d'un quelconque document successoral établi par Ferdinand Ier ou Sancha laissent penser que cette répartition n'était pas expressément prévue. Des années plus tard, l'aîné, Sanche II, contrôle les terres orientales (en gros, la Castille), le second, Alphonse VI, gouverne la capitale, León, et les terres environnantes et le troisième, García II, règne sur les terres galiciennes entre Coimbra et Ortegal. Le royaume se trouve fragmenté mais le terme de Galice continue de désigner l'ensemble.
García restaure les cathédrales des évêchés de Tui et de Braga et déjoue quelques tentatives d'annexion, mais est finalement déposé par ses frères Sanche et Alphonse en 1071, et emprisonné dans un château léonais jusqu'à sa mort. Les frères de García signent dès 1071 avec le titre de rois de Galice dans les documents galiciens de l'époque.
Cette nouvelle situation fait naître quelques résistances, sur lesquelles on manque d'informations précises, comme la rébellion du comte Rodrigo Ovéquiz ou la déposition de l'évêque de Saint-Jacques, Diego Páez, par le concile de Husillos en 1088. Après la mort de García, qui n'a jamais été déchu de sa dignité royale, Alphonse VI divise le territoire en deux comtés, l'un comprenant les terres galiciennes et l'autre les terres portugaises qu'il confie à Henri de Bourgogne.

### Naissance du royaume de Portugal

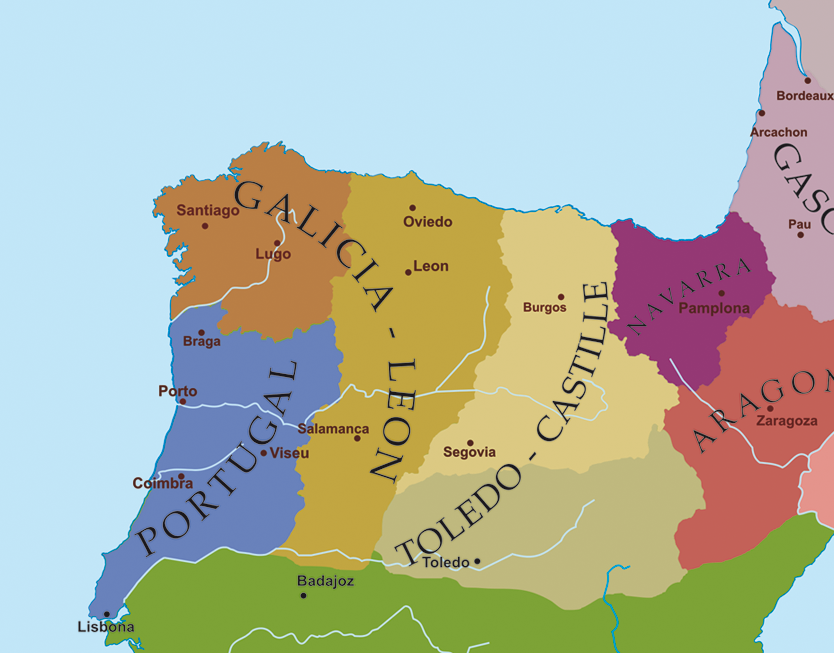
Carte politique du nord-ouest de la péninsule ibérique à la fin du XIIe siècle.

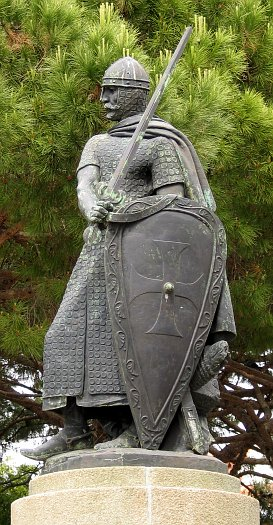
Statue de Afonso Henriques dans le château de Saint Georges à Lisbonne, réplique de la statue originale de Soares dos Reis à Guimarães

En 1091, la princesse Urraque, fille du roi Alphonse VI de Castille, épouse un important noble bourguignon, Raymond, fils du comte Guillaume Ier de Bourgogne et qui participe aux croisades pour lutter conte les Almoravides. Ce sont les victoires militaires aussi bien que sa lignée qui justifie cette union, pour laquelle Alphonse VI constitue une importante dot : le gouvernement des terres galiciennes, entre le cap Ortegal et Coimbra, et le titre comtal aussi bien pour Urraque que pour Raymond. Deux ans plus tard, en 1093, un autre croisé français, Henri de Bourgogne, petit-fils du duc Robert de Bourgogne, se voit concéder la main de la seconde fille d'Alphonse VI, Thérèse, et reçoit le gouvernement du Comté de Portugal et de Coimbra - le comté avait été fondé en 868 par un noble galicien du nom de Vimara Pérez et comprend les terres situées entre le Douro et le Miño. Ainsi s'établit un réseau complexe de relations féodales : le roi Alphonse VI, qui gouvernait toute la Galice et Tolède, reçoit hommage de vassalité de Raymond et Urraque, qui gouvernent les terres galiciennes du cap Ortegal à Coimbra et qui à leur tour reçoivent hommage de Thérèse et Henri de Bourgogne.
La succession de défaites face aux Almoravides et l'insatisfaction croissante du roi quant à la politique administrative de son gendre Raymond, conduisent Alphonse VI à retirer à ce dernier et à Urraque les droits féodaux qu'ils détiennent sur le Portugal, les plaçant ainsi sur un pied d'égalité avec Henri et Thérèse. Ainsi, le comté de Portugal, toujours partie intégrante de la Galice, cesse de relever de Raymond de Bourgogne et d'Urraque, pour rendre directement hommage au roi de Galice, ce qui ne manque pas de faire naître un certain mécontentement parmi la noblesse galicienne du nord du fleuve Miño.
À la mort d'Henri en 1112, sa veuve Thérèse lui succède à la tête des deux comtés, le Condado Portucalense et le comté de Coimbra, durant la minorité de son fils Afonso Henriques. Deux tendances apparaissent : l'une pour un rapprochement avec la politique générale galicienne avec le nouveau roi Alphonse VII, l'autre pour le maintien d'un pouvoir comtal fort avec l'ambition que l'héritier du comté soit proclamé roi. L'importance croissante de Saint-Jacques-de-Compostelle et le ralliement de Thérèse au parti favorable à la prééminence du nord du Miño, qui se traduit par son mariage avec Ferdinand Pérez de Traba, précipitent les choses dans le comté de Portugal. L'archevêque de Braga - qui a subi la confiscation des reliques de saint Fructueux par Diego Gelmírez en 1102 - et les grands aristocrates portugais - à la recherche d'un plus grand pouvoir territorial - sont les principaux soutiens aux prétentions royales d'Afonso Henriques. Devant cette situation, le roi Alphonse VII marche sur le Portugal et assiège Guimarães jusqu'à en obtenir son serment de fidélité.
Plusieurs mois plus tard, en 1128 et devant les manquements d'Afonso Henriques, les troupes de Thérèse et de Pérez de Traba entrent au Portugal : c'est la bataille de São Mamede, de laquelle les troupes comtales sortent victorieuses. La mort de Thérèse et la bataille d'Ourique confirment la transformation du comté en royaume à partir de 1139.
C'est ainsi que naît un royaume, dont le territoire est issu de la Gallaecia romaine et comprend même sa capitale historique, Braga, qui va désormais bénéficier d'une personnalité d'autant plus propre qu'elle se différencie de celle de la monarchie galaïco-leonaise, dont les dirigeants résident à León et Saint-Jacques-de-Compostelle.

### L'ère compostellane
En 1111, à Saint-Jacques-de-Compostelle, la noblesse galicienne, menée par le comte de Traba Pedro Froilaz (es) et Diego Gelmírez, couronne le fils d'Urraque et de Raymond de Bourgogne, Alphonse Raimúndez, comme roi, tout en redoutant une descendance du nouveau mariage d'Urraque avec Alphonse d'Aragon qui aurait remis en question ses projets politiques et les droits du futur "Empereur" comme légitime successeur d'Alphonse VI - dans le décompte espagnol, il sera Alphonse VII de Léon et de Castille.
L'objectif de ce couronnement est la préservation des droits du fils de Raymond de Bourgogne sur le royaume de Galice, alors qu'Urraque, déjà veuve, remet de facto la Castille et le León à son nouveau conjoint Alphonse le Batailleur de Navarre et d'Aragon. En réalité, la cérémonie compostellane est dans un premier temps plus symbolique qu'effective et, de fait, jusqu'à la majorité d'Alphonse VII et la mort de sa mère, le nord-ouest de la péninsule connaît une période de convulsions, avec de fréquentes alliances et contre-alliances entre mère et fils - et même entre celle-ci et son époux aragonais - et Diego Gelmirez toujours présent.
Dans ce climat de guerre et profitant que Gui de Bourgogne, oncle du roi de Galice, devient pape sous le nom de Calixte II, Gelmírez obtient en 1120 que Saint-Jacques-de-Compostelle devienne siège d'archiépiscopat. L'ambition de l'évêque est la reconnaissance de Compostelle comme église métropolitaine de la Galice, en opposition aux droits traditionnels de Braga depuis l'époque de Martin de Braga. Calixte III n'accepte pas à cette requête et décide de créer une nouvelle juridiction qui induit une anomalie dans l'organisation du pouvoir ecclésiastique de la péninsule et qui, de plus, exerce le pouvoir non pas sur les territoires galiciens sur lesquels elle est implantée géographiquement, mais sur l'ancienne juridiction de Mérida (en Estrémadure) et les terres au sud du fleuve Douro).
Braga, ainsi cernée par la juridiction de Compostelle, devient, devant ce risque de remise en cause de son statut, le centre du mouvement indépendantiste du comté du Portugal. En 1128, Ferdinand Pérez de Traba, meneur de la noblesse galicienne, et Thérèse du Portugal, qui exerçait en toute autonomie leur autorité sur l'espace galaïco-portugais, sont vaincus par le fils de cette dernière, Afonso Henriques. Ce sera le germe du futur royaume du Portugal séparé de Galice et de León. À la mort d'Alphonse VII (1156), ses royaumes sont divisés, la Galice et le León revenant à Ferdinand II.
Ferdinand II développe une politique de concessions territoriales, déjà initiée par son père, sous forme de cartas-póboas (lettres de peuplement royales permettant la naissance d'une nouvelle paroisse, d'où la multiplication, à cette époque, des Vilanova), et fonde les villes de Padrón, Ribadavia, Noia et Pontevedra; il donne également l'impulsion fondamentale à la construction de la cathédrale de Saint-Jacques-de-Compostelle. Son fils Alphonse IX poursuit cette politique et fonde, le long de la côte, les villes de Betanzos, La Corogne, Baiona, Ferrol et Neda. Ces bonnes villes constituent une véritable révolution dans la structure sociétale de l'époque, d'une part parce qu'elles amènent une diversification économique qui tranche avec l'autarcie en vigueur durant les siècles précédents en facilitant le développement d'activités de pêche et de transformation pré-industrielles des matières premières - essentiellement du poisson salé -, produits qui seront commercialisés par les ports de la région, d'autre part parce qu'elles donnent naissance et consolident un certain nombre de lignages ou de maisons, issus de la petite noblesse qui se partage les charges municipales et administratives (maires, conseillers municipaux, juges et meiriños, qui exerçaient des fonctions d'arbitre et de régisseur royal). Apparaît ainsi dans le royaume une proto-bourgeoisie qui pénètre même les monastères ruraux : ces prieurs issus de la petite noblesse sont plus préoccupés des intérêts de leur maison qu'attachés aux idéaux monastiques. Il s'agit véritablement d'une politique royale visant à renforcer le poids des centres urbains contre celui de la haute noblesse.

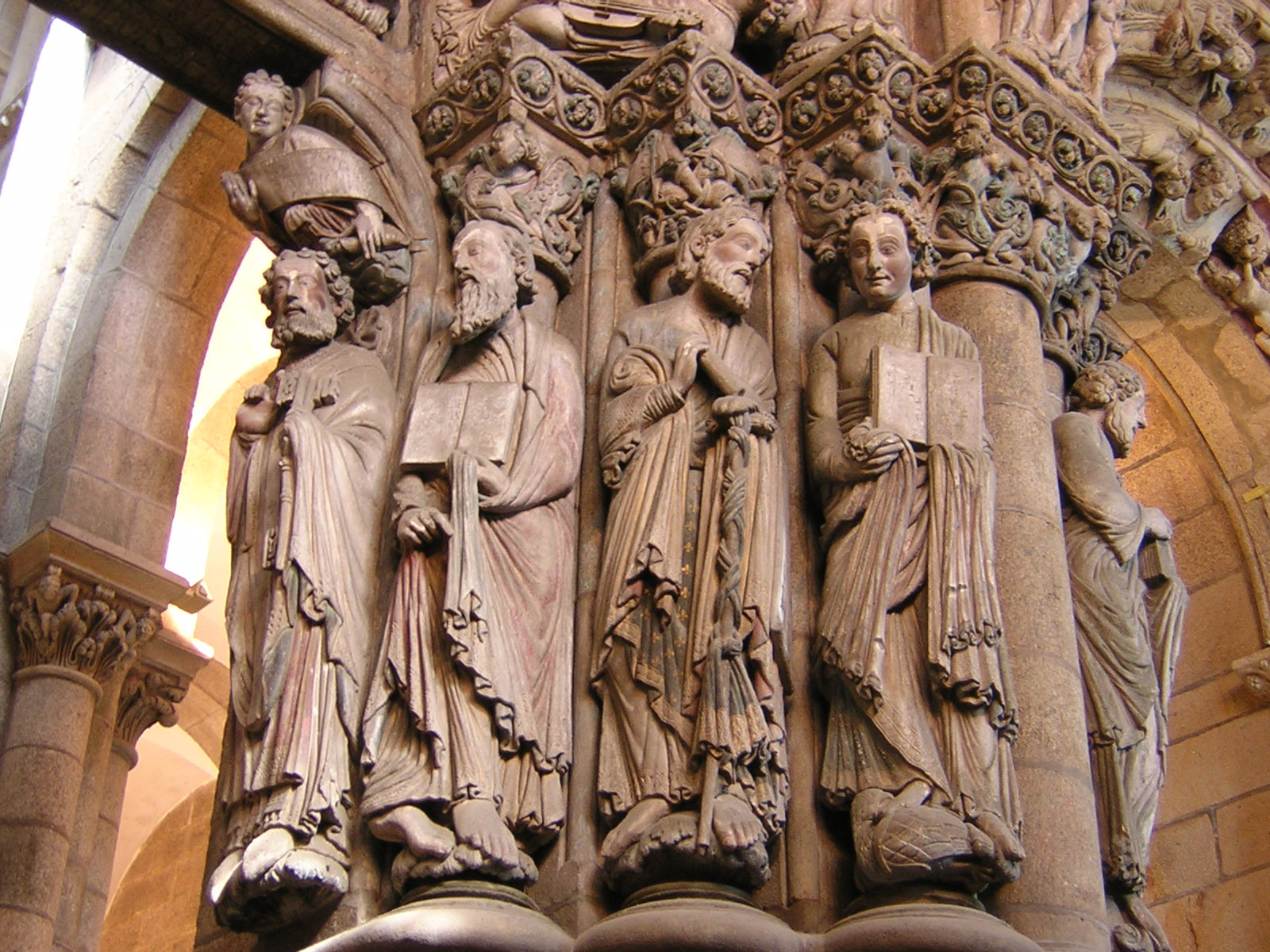
Détail du Portique de la Gloire de la Cathédrale de Saint-Jacques-de-Compostelle

On observe également, durant ce siècle, une rapide croissance de la population ce qui, en milieu rural, se traduit par une main d'œuvre supplémentaire pour travailler la terre : de nouveaux territoires vierges peuvent ainsi être défrichés et mis en valeur, sous la direction des grands monastères. À ceci s'ajoutent une amélioration des outils et un perfectionnement des méthodes de culture, ce qui engendre une augmentation de la productivité avec ses conséquences sur le niveau de vie. Le partage entre agriculteurs et propriétaires terriens des fruits de cette meilleure productivité est déterminé par la mise en place de fors. Ces mutations économiques et sociales provoquent de profonds changements dans les mentalités et on assiste, dans les villes, à un renouveau religieux alimenté par les ordres mendiants, et en particulier les Franciscains, qui porte les germes de futures réformes sociales.
Pendant le règne de ces souverains, le centre vital des royaumes se situe logiquement à Compostelle, où se tient la cour galicienne. Sa splendeur a été perpétuée par le Mestre Mateo dans le granit de la cathédrale, en particulier sur le Portique de la Gloire et sur la Façade das Praterías. Témoignent également de la prospérité du royaume les innombrables bâtiments de style roman qui parsèment la Galice encore aujourd'hui. De façon moins visible, la culture galicienne se reflète dans la création littéraire avec des œuvres comme l'Histoire compostellane et le Codex Calixtinus.
Alphonse IX (Alphonse VIII dans la chronologie galaïco-léonaise) donne en héritage les royaumes de Galice et de León aux filles qu'il a eues avec Thérèse de Portugal : Sancha (es) et Douce. Ces deux règnes, ceux de Ferdinand II et d'Alphonse IX, constituent le moment-clé pour la naissance d'un espace galaïco-léonais propre, alors que la monarchie passe d'un stade patrimonial à un stade territorial.

### Fin de la monarchie galaïco-léonaise

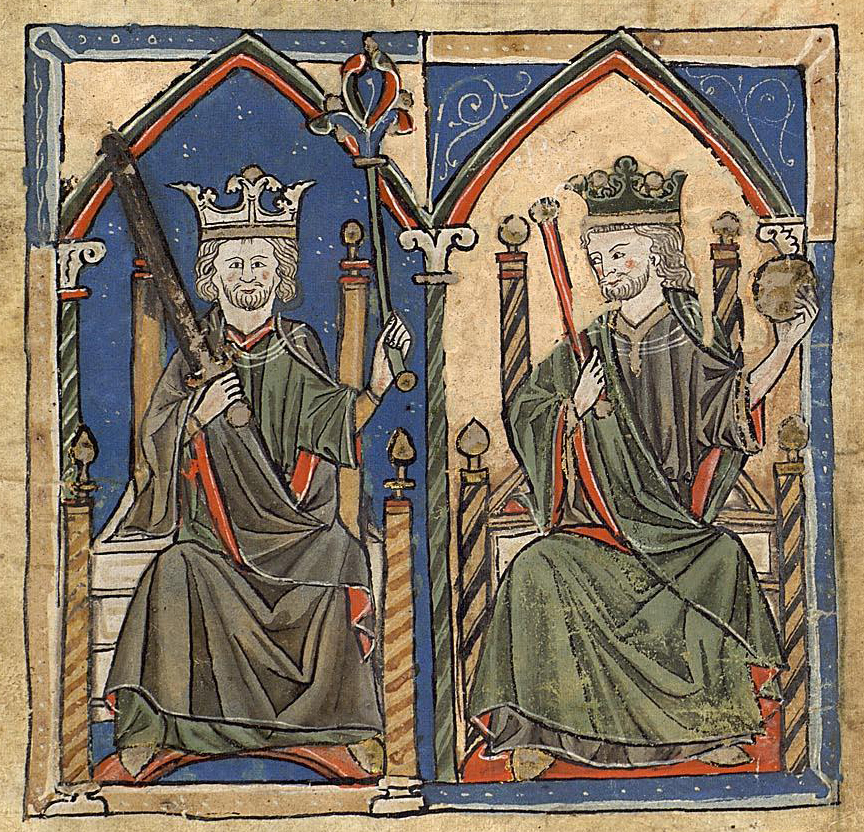
Miniatures médiévales de Ferdinand II (à gauche) et Alphonse VIII (à droite). Derniers rois de Galice et León. Monastère de Toxosoutos en Galice, XIIIe siècle

Jusqu'au début du XIIIe siècle, les royaumes de la péninsule s'unissent par le biais du mariage ou de l'héritage sous l'autorité d'un roi. Après la mort ou la déposition de ce souverain, ces royaumes sont répartis entre les différents héritiers de manière à garantir leur indépendance. Dans le cas des monarques galiciens, le droit d'héritage s'applique indifféremment aux hommes et aux femmes.
Alphonse VIII se marie deux fois. De son premier mariage avec Thèrèse du Portugal il a deux filles, Sancha et Douce. De son deuxième mariage, avec Bérengère de Castille, il a quatre descendants : Ferdinand, Alphonse, Constance et Bérengère. Pour préserver l'indépendance des royaumes de Galice et de León, Alphonse VIII applique dans son testament le droit galicien sur l'héritage, laissant Douce comme future reine de Galice et Sancha comme future reine de León. En revanche, Ferdinand, aîné de son deuxième mariage, déjà roi de Castille par le désistement au trône de sa mère Bérangère, ambitionne d'étendre son autorité royale non seulement en Castille, mais aussi en Galice et León. Douce et Sancha bénéficient du soutien massif de la noblesse galicienne, à l'exception des évêques de Lugo et Mondoñedo.
Le royaume de León, plus proche géographiquement et culturellement de la Castille, choisit toutefois l'union politique avec cette dernière. Bérangère, la mère de Ferdinand III de Castille, obtient l'appui de Sanche II de Portugal pour empêcher que Galice et León deviennent à nouveau des royaumes indépendants, et tous les deux font pression sur Thèrese de Portugal, la première femme d'Alphonse VII, pour forcer Douce et Sancha à renoncer à leurs droits légitimes. Les infantes finissent par renoncer et Ferdinand III obtient les trônes de Galice et de León, qui, bien que conservant leur statut de royaumes, sont désormais gouvernés depuis la Castille.

## Ambitions castillanes et résistance galicienne (1230-1486)

### La Galice et la Couronne de Castille
La prise de pouvoir de Ferdinand III de Castille en Galice et au León signe le commencement d'une période de décadence et d'un moindre respect des intérêts généraux de ces deux royaumes ; la noblesse comtale et les conseillers municipaux des cités galiciennes sont les plus atteints. Ceux-ci sont écartés des décisions stratégiques prises par une Cour établie en Castille : la Galice cesse d'être le noyau central du royaume pour en devenir un élément périphérique.
Malgré tout, l'association politique de la Couronne de Castille (royaumes de Castille et de Tolède) et de celle de León (royaumes de Galice et de León) reste limitée à la personne du roi car les deux couronnes conservent leurs particularismes institutionnels; ainsi, la Galice et le León conservent leur code de lois Liber Iudiciorum - contrairement aux royaumes de la Couronne de Castille -, et les affaires sont jugées par la Cour sur la base du droit en vigueur dans chaque royaume.
Sous le règne de Ferdinand III, le centre du pouvoir politique du royaume de Galice est transféré en Castille, la cour royale abandonne Saint-Jacques-de-Compostelle et s'initie une politique centralisatrice. La Galice reste monolingue, toute la documentation d'administration publique est rédigée dans la langue du royaume, le galicien, même si les documents qui arrivent de la Cour sont dorénavant rédigés en castillan. La politique centralisatrice de Ferdinand III est poursuivie par son fils Alphonse X qui introduit, pour la première fois, un représentant judiciaire de la Couronne de Castille dans le gouvernement de Compostelle; peu après, il rattache l'évêché de Compostelle à l'archevêché de Valladolid, initiant ainsi un processus qui aboutit au remplacement des évêques galiciens par des fonctionnaires de la Couronne.
Néanmoins, et malgré ces décisions, il est certain que, jusqu'à l'arrivée au pouvoir des Rois catholiques, la noblesse galicienne connaît une semi-indépendance vis-à-vis de la couronne de Castille.

### Jean, roi de Galice, Léon et Séville

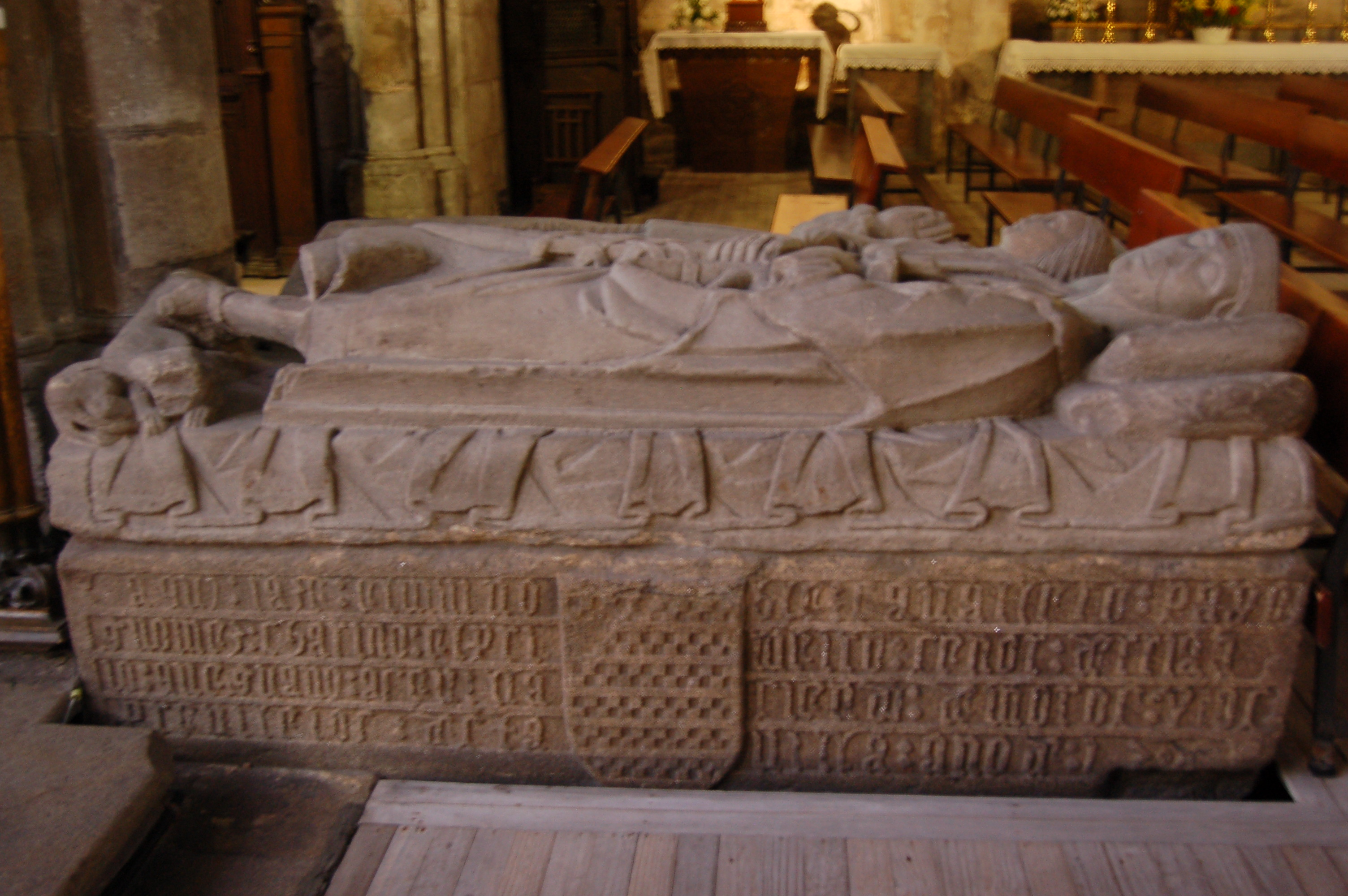
Tombeau de Pai Gómez Chariño - couvent de San Francisco à Pontevedra.

Le petit-fils de Ferdinand III et fils d'Alphonse X, Jean, avec l'aide du roi Denis Ier de Portugal, revendique le trône à la mort de son père, qu'il avait soutenu lors de la rébellion de son frère Sanche. Le moment paraît venu pour une nouvelle confluence entre les royaumes de Galice, de León et de Portugal.
Jean prend la tête de puissants groupes de la noblesse qui le proclament roi de Galice et de León en 1296, après un accord de séparation des royaumes ; l'accès au trône est confirmé à Sahagún avec, de plus, l'inclusion du royaume de Séville (vassal traditionnel de la Galice depuis le XIe siècle. Avec cette proclamation se profile, pour la première fois depuis 66 ans, la première occasion pour la zone galaïco-léonaise de former un espace politique autonome de la Castille. Ce projet reçoit l'appui de la plus haute aristocratie galicienne jusqu'à la fin du XIVe siècle. L'implication de cette dernière dans le projet d'indépendance politique connaît son apogée avec le ralliement de l'Adelantado Mayor du royaume, le poète et amiral Pai Gómez Chariño (es), seigneur de Rianxo, dont l'assassinat, peu de temps après par Rui Pérez Tenorio, est une perte inestimable pour la cause de Jean. Le successeur de Gómez Chariño, Ferdinand Ruíz de Castro, de la maison de Traba, épouse également la cause de Jean et est à l'origine de l'activité politique de cette famille qui milite pour un rapprochement avec le Portugal à toutes les étapes du conflit du XIVe siècle.
L'aventure séparatiste dure 5 années d'instabilité politique et militaire du fait de l'opposition de nombreux secteurs de la société, de celle du parti de María de Molina soutenu par la haute noblesse castillane, désireuse de ne pas perdre le contrôle sur les territoires de Galice et de León, et par le haut clergé galicien.
Face à ces résistances, Jean finit par renoncer à la cause souverainiste en 1301, confirmant ainsi la réunification des royaumes de Galice et de León avec ceux de Castille et de Tolède.

### Intervention de FerdinandIerde Portugal pour la cause galicienne

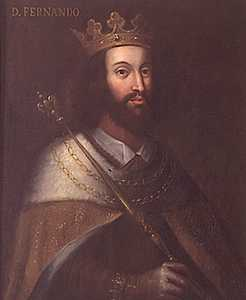
Ferdinand Ier, roi de Portugal.

À la mort du roi Pierre Ier en 1369, la haute noblesse triomphe en Castille, où Henri de Trastamare, leur candidat, est couronné. Toutefois, et malgré les ambitions de ce dernier, la majorité des nobles galiciens ne le reconnaissent pas comme roi et, avec l'assentiment des villes du royaume demandent à Ferdinand Ier de Portugal d'être leur roi, lui assurant que ses partisans galiciens « que levamtariam voz por elle (...) e que lhe daríam as villas e o reçeberíam por senhor, fazémdolhe dellas menagem » (« élèveront leur voix pour cela (...) et qu'ils lui remettront les villes et le reconnaîtront comme seigneur, et lui rendront hommage »). On assiste pendant un court moment à la concrétisation de la tendance ancienne et récurrente chez certains groupes sociaux galiciens au rapprochement entre la Galice et le Portugal.
Ferdinand Ier arrive du Portugal, accompagné de nombreux aristocrates partisans de la cause légitimiste et d'un bon nombre de représentants de la noblesse galicienne, parmi lesquels le comte de Trastamare Fernando Pérez de Castro, le seigneur de Salvaterra Álvaro Pérez de Castro et le seigneur d'Andrade Nuno Freire (maître de l'Ordre portugais du Christ). Il fait une entrée triomphale dans le royaume de Galice et est acclamé dans les villes.
Ferdinand Ier décide de restaurer des places fortes, entre autres celles de Tui et de Baiona, la libéralisation du commerce entre la Galice et le Portugal ainsi que l'approvisionnement en céréales et vin, par voie maritime, des localités galiciennes affaiblies par la guerre. Il prend également des dispositions d'ordre monétaire pour faire faire émettre à Tui et à La Corogne des pièces d'or et d'argent, à ses armes, comme en témoignent les Cortes de Lisbonne de 1371, qui reconnaissent la validité des dites pièces tant en Galice qu'au Portugal.
Malgré toutes ces dispositions, la présence du monarque portugais dans le royaume est brève. Henri II de Castille, avec l'appui des mercenaires des Grandes Compagnies, lance une contre-offensive qui oblige Ferdinand Ier à retourner au Portugal, reprenant ainsi le contrôle de la Galice jusqu'à l'arrivée du duc de Lancastre.

### Le duc de Lancastre, roi de Galice

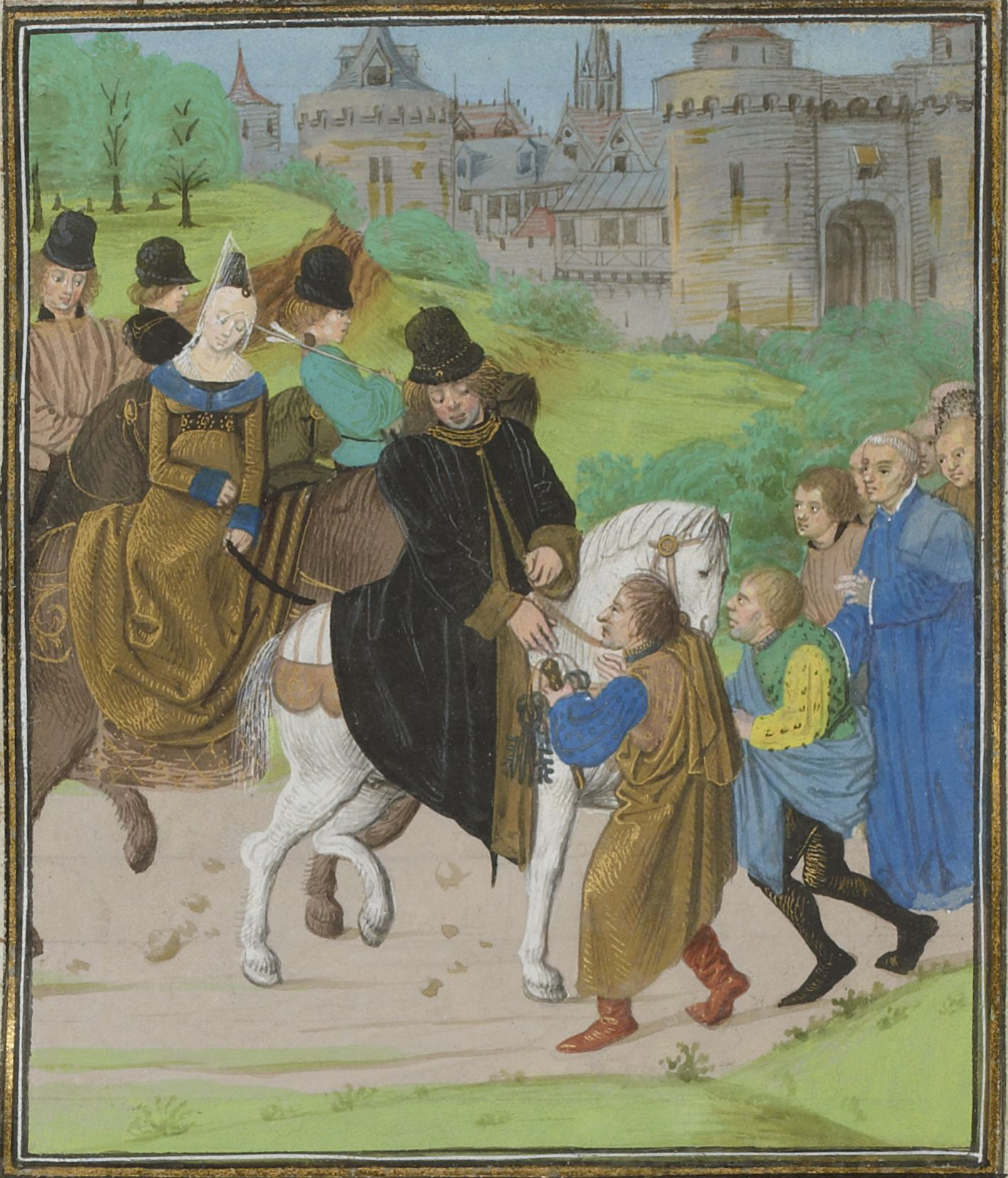
Reddition de Saint-Jacques-de-Compostelle à Jean de Gand - Chroniques de Froissart.

Deux ans seulement après le renoncement de Ferdinand Ier de Portugal à ses prétentions sur le trône de Galice et un an à peine après la prise de Tui par Diego Sarmento au nom du futur Henri II de Castille, et alors que La Corogne reste encore fidèle au Portugal, Juan Fernández de Andeiro achève les discussions avec l'Angleterre. Le 10 juillet 1372, est ainsi signé un traité par lequel Constance, la fille du roi Pierre Ier de Castille exécuté par Henri de Trastamare, revendique son droit légitime à succéder à son père.
C'est ainsi que l'époux de Constance de Castille, Jean de Gand, duc de Lancastre et fils du roi Édouard III d'Angleterre, adopte les droits royaux de cette dernière (Galice, Casuille, León…) pour les exercer. Sa première tentative échoue lorsque son expédition doit se dérouter vers le Poitou, face à la ville de Thouars, pour participer aux affrontements de la guerre de Cent Ans en France. En 1386, conforté par une bulle papale d'Urbain IV qui lui reconnaît le droit à la Couronne de Castille, il débarque dans la zone de la Pescadería de La Corogne sans toutefois combattre ou attaquer la ville fortifiée. Des négociations sont tenues et il est convenu que la ville ouvrirait ses portes une fois le duc reçu à Saint-Jacques-de-Compostelle. Une fois cette condition remplie, Jean de Gand se rend maître du royaume de Galice sans vraiment combattre. Accompagné de son épouse et de leurs filles, il installe sa cour à Compostelle. Il dirige successivement ses troupes sur Pontevedra, Vigo, Baiona, Betanzos, Ribadavia, Ourense et Ferrol. À Ourense, son armée attaque la ville et obtient la retraite des troupes de Trastamare, pendant que Ferrol est prise par le roi Jean Ier de Portugal, son allié. Dans le cas de Ribadavia, la ville résiste mais finit par céder sous l'attaque de Thomas Persey.
À la fin de ces actions militaires, et plus concrètement avec la prise de Ferrol, le duc contrôle l'ensemble de la Galice, comme le rapportent clairement les chroniques de Jean Froissart : « avoient mis en leur obeissance tout le roiaulme de Gallice ».
Le cours des actions militaires est néanmoins infléchi par l'apparition d'une épidémie de peste qui décime l'armée anglaise en terre de Galice. Jean de Gand est dans l'obligation de négocier avec Henri de Trastamare. Les conditions de la paix, signée en 1388, prévoient le renoncement du duc de Lancastre et de Constance de Castille en échange d'une forte indemnité et du mariage du fils et héritier de Henri II, le futur Henri III de Castille, avec la fille du duc, Catherine de Lancastre.
La retraite anglaise sonne le glas de la tentative des conseils municipaux et de la haute noblesse galiciens pour une sécession de la Galice et de la Castille et tourner le royaume vers le Portugal et l'Atlantique.

### Les guerresirmandiñas

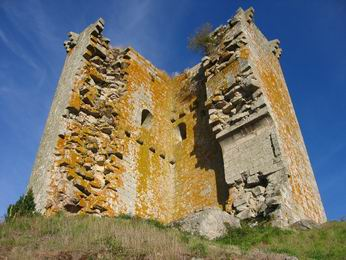
Forteresse de Sandiás (Castelo de Sandiás) : détruit par les irmandiños en 1467.

La crise sociale et économique qui affecte l'Europe au XVe siècle se manifeste dans le royaume de Galice par une constante diminution de l'influence et du pouvoir économique des classes supérieures, la noblesse et le clergé. Face à cette situation, les grands aristocrates et les évêques, afin de préserver leurs privilèges, multiplient les comportements abusifs sur les classes sociales défavorisées. La réaction de ces dernières, dont la petite noblesse, le bas clergé et en particulier les paysans, est la constitution d'une grande "fraternité" la Santa Irmandade (Sainte Fraternité) qui rend la justice dans le royaume, est capable de lever des armées, de "juger" la haute noblesse et de détruire les châteaux qui accueillent les nobles malfeytores (malfaisants), en définitive une confrérie capable de défendre leurs intérêts face aux abus des seigneurs.
Ses milliers de membres portent le nom d'irmandiño (du mot irmán qui signifie frère en galicien), affirmant ainsi l'idée d'égalité dans le groupe. Les guerres civiles auxquelles ils participent prennent donc le nom de Guerras Irmandiñas.
Les constantes exactions commises par Nuno Freire de Andrade sur la ville de Ferrol, pourtant ville de reegengo, sont à l'origine du conflit. L' Irmandade Fusquenlla menée en 1431 par l' hidalgo Roi Xordo tente de prendre possession et de détruire les châteaux appartenant à la maison des Andrade. À cette époque, l'Irmandade est finalement vaincue en peu de temps par les troupes de l'archevêque de Compostelle, ville atteinte par la révolte.
Des années plus tard, sous la pression des seigneurs, s'allume une révolte aux dimensions beaucoup plus importantes, organisée par Alonso de Lanzós et Diego de Lemos sous la devise Deus fratresque Galliciae (littéralement : Dieu et les frères de Galice), avec l'appui des principales villes du royaume et des monarques de Castille. Sur l'ensemble du territoire, entre 1467 et 1469, la Confrérie Générale (Irmandade Xeral) du royaume de Galice parvient à détruire plus de 130 forteresses et à faire fuir les grands propriétaires galiciens vers le Portugal et la Castille. Le soutien des souverains castillans ne suffit pas à mettre fin aux abus économiques sur les classes inférieures galiciennes, mais parvient à anéantir la noblesse galicienne pour aboutir à une mainmise directe sur le royaume de Galice. Après la destruction de nombreuses forteresses et après la mise en jugement de nombreux nobles, les monarques de Castille doivent agir et ils inversent alors leur position pour appuyer inconditionnellement la noblesse galicienne et l'archevêque de Compostelle. En 1469, l'armée de l'archevêque et de Pedro Madruga (es), appuyée par les troupes royales castillanes et portugaises, met fin à la dernière guerre irmandiña.

### Résistance des nobles galiciens aux rois catholiques
La nouvelle conception de la monarchie pratiquée par les Rois catholiques, celle de l’État moderne, est appliquée en Galice sous les auspices de l'épiscopat (en particulier par l'archevêque Alonso II de Fonseca) ainsi que par quelques nobles d'origine non-galicienne, en particulier les Pimentel, comtes de Benavente, directement liés à la monarchie. Cette nouvelle conception heurte en revanche frontalement les comtes galiciens. Il en découle un certain nombre de rébellions menées, dans l'ordre chronologique, par le comte de Soutomaior Pedro Álvarez (Pedro Madruga), puis par le maréchal Pero Pardo de Cela, et enfin par les comtes de Lemos successifs, Pedro Álvarez Osorio et Rodrigo Henríquez de Castro.

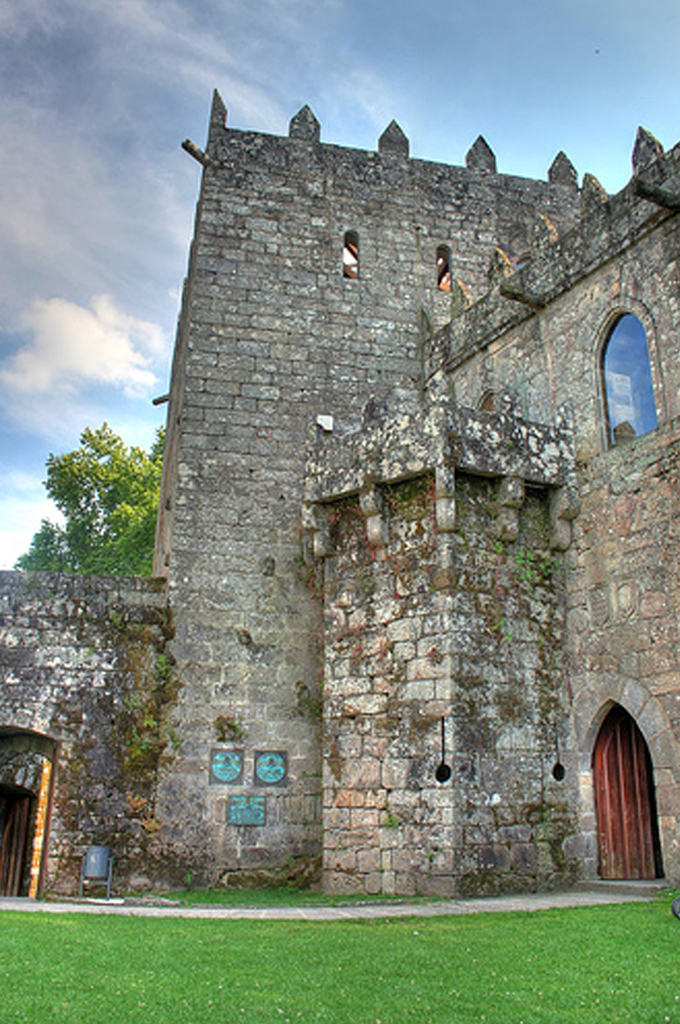
Château de Soutomaior (Castelo de Soutomaior) dans la comarque de Vigo, où mourut Pedro Álvarez.

Tous ces seigneurs ont en commun de s'être militairement opposés au projet politique des Rois catholiques, projet aux fortes répercussions sur leur propre statut et, par conséquent, sur celui de leurs vassaux, nobles ou ecclésiastiques. Ceci les dote d'une unité plus que suffisante et caractéristique pour être considérée à ce moment-là (et notamment de l'extérieur) comme une action de l'ensemble du royaume de Galice, en tant qu'entité autonome résistant à l'absorption par l'imposition de l'autoritarisme monarchique, projet qui prive la noblesse galicienne de son rôle en faveur d'une oligarchie aristocratique castillano-andalouse. La résistance de ces nobles galiciens est considérée par beaucoup comme une caractéristique naturelle du royaume et de ses sujets, comme le souligne le chroniqueur aragonais Jerónimo Zurita :
« En aquel tiempo se comenzó a domar aquella tierra de Galicia, porque no sólo los señores y caballeros della pero todas las gentes de aquella nación eran unos contra otros muy arriscados y guerreros » . (En ce temps-là commença le domptage cette terre de Galice, car non seulement ses seigneurs et chevaliers mais également tous les sujets de ce royaume, téméraires et belliqueux, se dressaient les uns contre les autres).
La résistance de Pedro Madruga (Pedro Álvarez de Soutomaior) offre la plus grande clarté de motifs politiques et d'objectifs, ainsi que la plus grande envergure et les meilleures chances de succès ; elle s'intègre en effet dans un conflit généralisé, l'opposition frontale contre la monarchie d'Isabelle la Catholique. En effet, lors de la guerre de succession qui se déclare à la mort d'Henri IV de Castille, Pedro Madruga se rallie à la cause de la fille de ce dernier, Jeanne (mariée à Alphonse V de Portugal, soutenant ainsi un rattachement au royaume de Portugal, contre un rattachement au royaume d'Aragon de l'époux sa sœur Isabelle. Durant le conflit entre Jeanne et Isabelle, les deux camps sont sur le point d'établir un compromis intégrant la Galice au royaume de Portugal. Mais la victoire militaire d'Isabelle, le traité d’Alcáçovas qui en résulte en 1479, l'exil du comte de Soutomaior au Portugal (où il est récompensé avec le titre de comte de Caminha) et sa mort suspecte quelque temps plus tard, sonnent le glas des inclinations de la Galice vers le Portugal et l'océan Atlantique.
Quelques années plus tard, au nord du royaume, le 17 décembre 1483 est exécuté le maréchal Pero Pardo de Cela à Mondoñedo, en application de la sentence prononcée par le gouverneur des rois catholiques en Galice, Fernando de Acuña. Une telle fin, couronnement d'une longue et disproportionnée résistance au cours du siège de son château de la Frouseira (castelo da Frouseira) et sa chute par trahison, ont auréolé sa vie d'un aspect dramatique propre à en faire un thème de prédilection pour la littérature. Déjà au moment même du tragique dénouement une complainte a été composée,"Planto de la Frouseira", mythification immédiate du personnage.

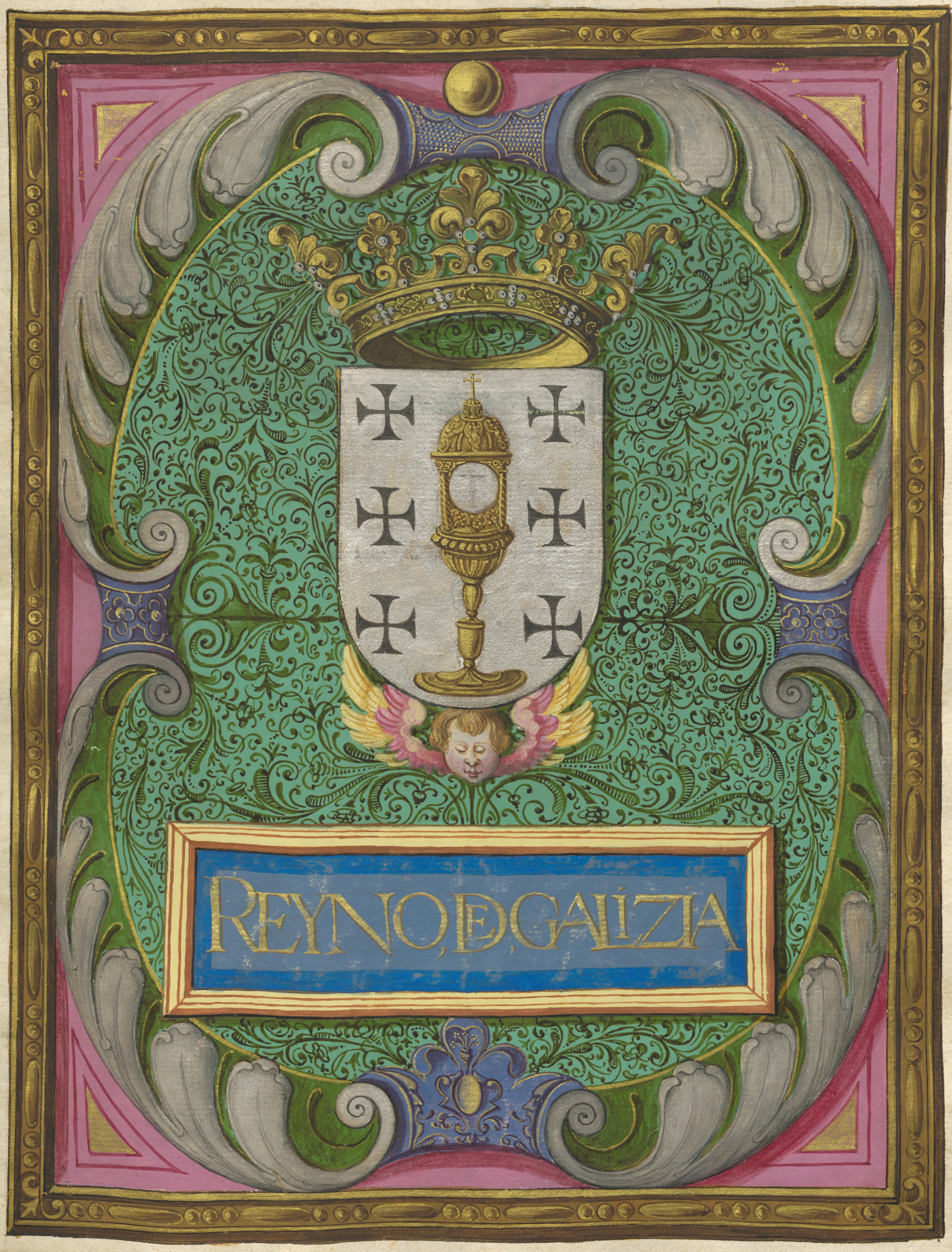
Couverture de l'ouvrage "Descripción de la costa del reyno de Galizia" (Description des côtes du royaume de Galice), cartographie du littoral du royaume, réalisée par Pedro de Teixeira Albernas aux environs de 1625.

D'une manière ou d'une autre, l'épisode de Pardo de Cela est partie intégrante de la résistance contre l’État moderne et explique la dureté et l'exemplarité de la punition, excessive pour une simple rébellion motivée par des intérêts strictement particuliers et sans grande transcendance politique, mais qui provoque la crainte dans toute la noblesse galicienne. Vers le milieu des années soixante, alors que la lutte entre le monarque et les seigneurs est à son apogée, le maréchal est le maire de la ville de Viveiro, nommé par le procureur du Conseil, exerçant comme tel au nom du roi, unissant ainsi ce qui va être peu à peu la norme, le légitimisme monarchique et le mouvement émancipateur urbain. Pardo de Cela est par conséquent situé dans le camp d'où surgissent, très vite, les Irmandiños.
Un an après, en 1465, en tant que membre du conseil municipal et au nom de Henri IV de Castille, il participe à la suppression de la seigneurie de Xoán de Viveiro sur cette ville. Une fois vaincus les Irmandiños, le conflit de Pardo de Cela avec des membres éminents de l'église de Mondoñedo et, enfin, avec les Rois catholiques, constitue une continuation logique, à titre personnel, de ses positionnements antérieurs ; en effet, l’hégémonie ecclésiastique toujours plus forte et le lourd interventionnisme monarchique dans les municipalités, caractéristiques de l’État moderne, érodent les bases de sa position sociale et politique.
Finalement, entre 1483 et 1485, les rébellions de Pero Álvarez Osorio et de Rodrigo Henríquez de Castro, comtes successifs de Lemos, arrivent à leur terme. Le premier décède de mort naturelle, sans résoudre le conflit en cours ; le second est assiégé et vaincu par une armée menée personnellement par les monarques de Castille et d'Aragon. Avec cette dernière rébellion, toute opposition de la noblesse la monarchie des Rois catholiques disparaît dans le royaume de Galice. De plus, la défaite de Rodrigo Henríquez modifie la carte du royaume, le Bierzo sortant du comté de Lemos et par conséquent de la Galice.
En 1486, une fois toute opposition locale étouffée, les Rois catholiques visitent le royaume, marquant ainsi la fin d'une époque, celle du Moyen Âge en Galice. C'est l'aboutissement de la domination royale sur le royaume, exprimée par le chroniqueur Jerónimo Zurita par l'image « domar aquella tierra de Galicia » (dompter cette terre de Galice).
Le royaume de Galice entre dans une nouvelle phase de son histoire, marquée par la disparition politique des acteurs sociétaux susceptibles de maintenir une dynamique propre ; il est transformé en un territoire périphérique de la monarchie hispanique dans son ambition impériale. Le royaume est désormais soumis à des institutions "étrangères", des organes nouveaux sont créés et imposés par le nouveau pouvoir dominant (la Real Audiencia de Galicia, la Santa Irmandade, les fonctions de gouverneurs et de correxedores, l'Inquisition, la congrégation monastique de Valladolid…), animés pour la plupart par des fonctionnaires "étrangers" chapeautant des acteurs "autochtones".

## Hégémonie de la Castille (1486-1833)

### Le royaume de Galice au sein de l'empire des Hasbourg

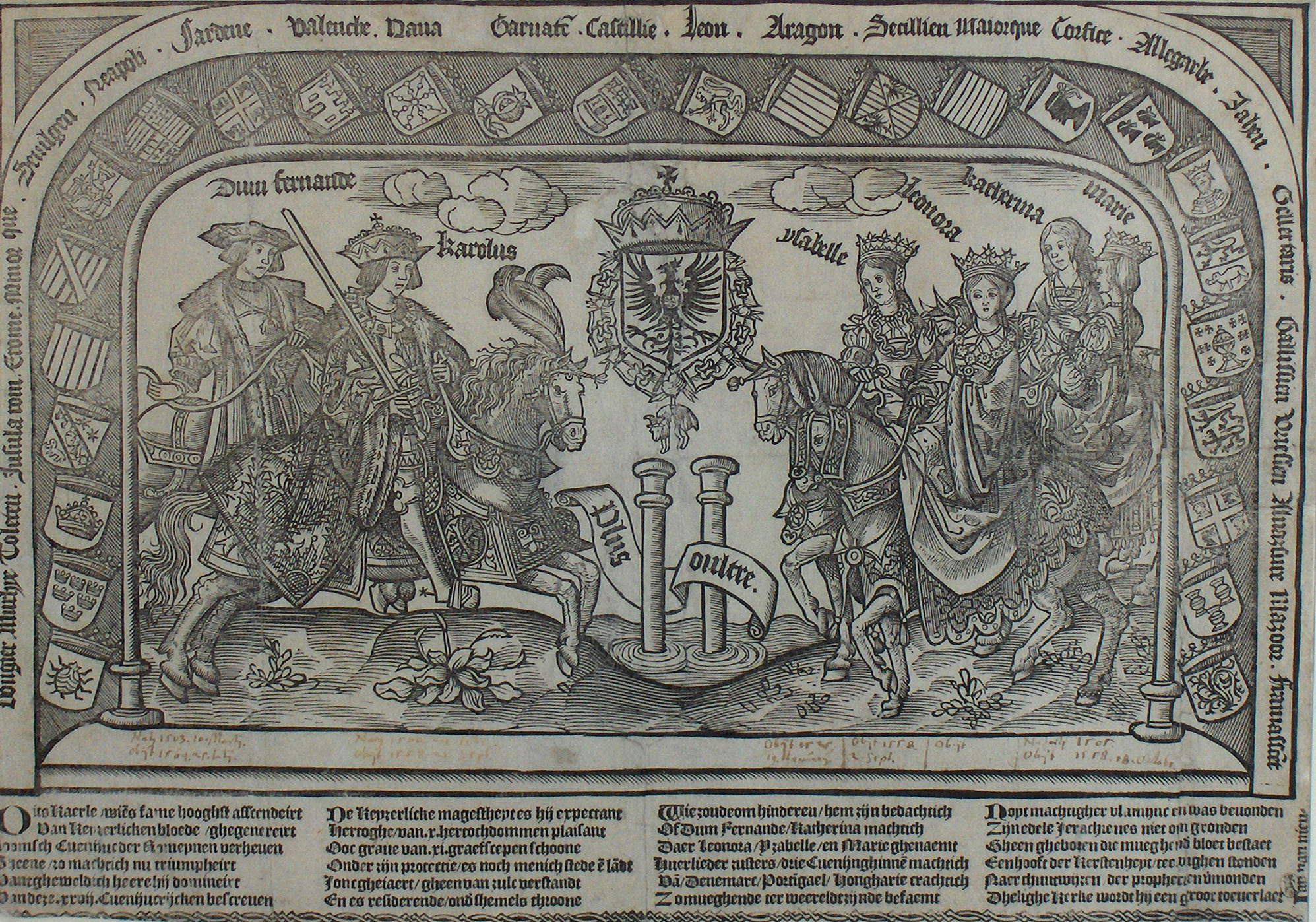
Les infants, Philippe le Beau et Jeanne la Folle parents de Charles Quint, personnifient l'union des nombreux royaumes européens sous domination du souverain natif des Flandres. On peut voir à droite l'écu du royaume de Galice, inclus ainsi dans le giron de la Maison des Habsbourg.

Une fois soumise et traitée en royaume rebelle par les Rois catholiques (de la dynastie des Trastamare), la Galice entre dans l'époque moderne sans institution autonome lui permettant la pérennité d'une personnalité politique propre. À la différence d'autres royaumes péninsulaires, le processus d'assimilation très précoce l'empêche de connaître le processus formateur des monarchies absolutistes européennes, influençant ainsi de façon déterminante l'évolution politique, économique et culturelle de la société galicienne.

### Rétablissement du droit de vote du royaume de Galice auxCortes
À partir du règne de Jean II de Castille, le royaume de Galice cesse de compter ses propres députés aux Cortes, pour être finalement représentée, à partir de la fin du XVe siècle, par la ville de Zamora. Dès 1518, les bourgs et les villes de Galice se mobilisent pour récupérer leur voix légitime aux Cortes, contredisant les dirigeants galiciens qui reconnaissent à Zamora le droit à représenter le royaume.
Le rétablissement du droit de vote est un objectif commun aux oligarchies urbaines et aux magnats de la noblesse. En 1520, l'archevêque de Saint-Jacques-de-Compostelle, Alonso III de Fonseca (es) et les comtes d'Andrade et de Benavente le réclament en vain lorsque les Cortes se réunissent à Santiago puis à La Corogne?). Le 4 décembre 1520, la noblesse galicienne, réunie en assemblée à Melide sous l'égide de l'archevêque, réclame de nouveau le droit de vote aux Cortes ; le roi Charles Ier refuse derechef.
Malgré le refus de l'empereur, les villes de Galice persistent et, en 1557, une xunta du royaume de Galice propose 20 000 ducats pour retrouver légitimement ce droit de vote. La revendication est renouvelée à l'occasion de plusieurs xuntas successives jusqu'à ce qu'en 1599, l'Audencia Royale de Galice accède à la demande des sept villes-capitales et les convoque pour traiter le sujet. Deux représentants du royaume se chargent des tractations à Madrid ; de nouvelles offres pécuniaires sont toutefois rejetées. Néanmoins, à partir de 1621, les circonstances deviennent favorables aux aspirations du royaume galicien. La Couronne a besoin du soutien politique et financier de ses royaumes pour soutenir un effort de guerre (fin de la trêve de douze ans dans la guerre de Quatre-Vingts Ans). L'oligarchie urbaine et la noblesse galicienne n'hésitent pas à profiter de l'occasion, malgré la résistance de Zamora et la volonté des autres villes ayant droit de vote aux Cortes d'en garder l'exclusité ; la Couronne sacrifie « l'intérêt politique au nom de la nécessité militaire », et, en 1623, le royaume de Galice retrouve son droit de vote, après paiement de 100 000 ducats pour la création d'une escadre pour la protection de ses propres côtes.
L'influence de Diego Sarmiento de Acuña, comte de Gondomar, est décisive pour le rétablissement du droit de vote, accordé par Philippe IV le 13 octobre 1623. La xunta de 1621, sur proposition du marquis de Cerralbo, gouverneur du Royaume, propose cette somme de 100 000 ducats et, dès le rétablissement du droit de vote les députés galiciens, le comte de Salvaterra et Antonio de Castro e Andrade, participent aux Cortes convoquées le 18 mars de la même année. Tous les deux sont nommés par Antonio de Soutomaior et Diego Sarmiento de Acuña, deux acteurs essentiels dans l'obtention du droit de vote. Le royaume recouvre ainsi un droit dont il a été dépossédé durant 150 ans.

### Le royaume de Galice à l'époque moderne

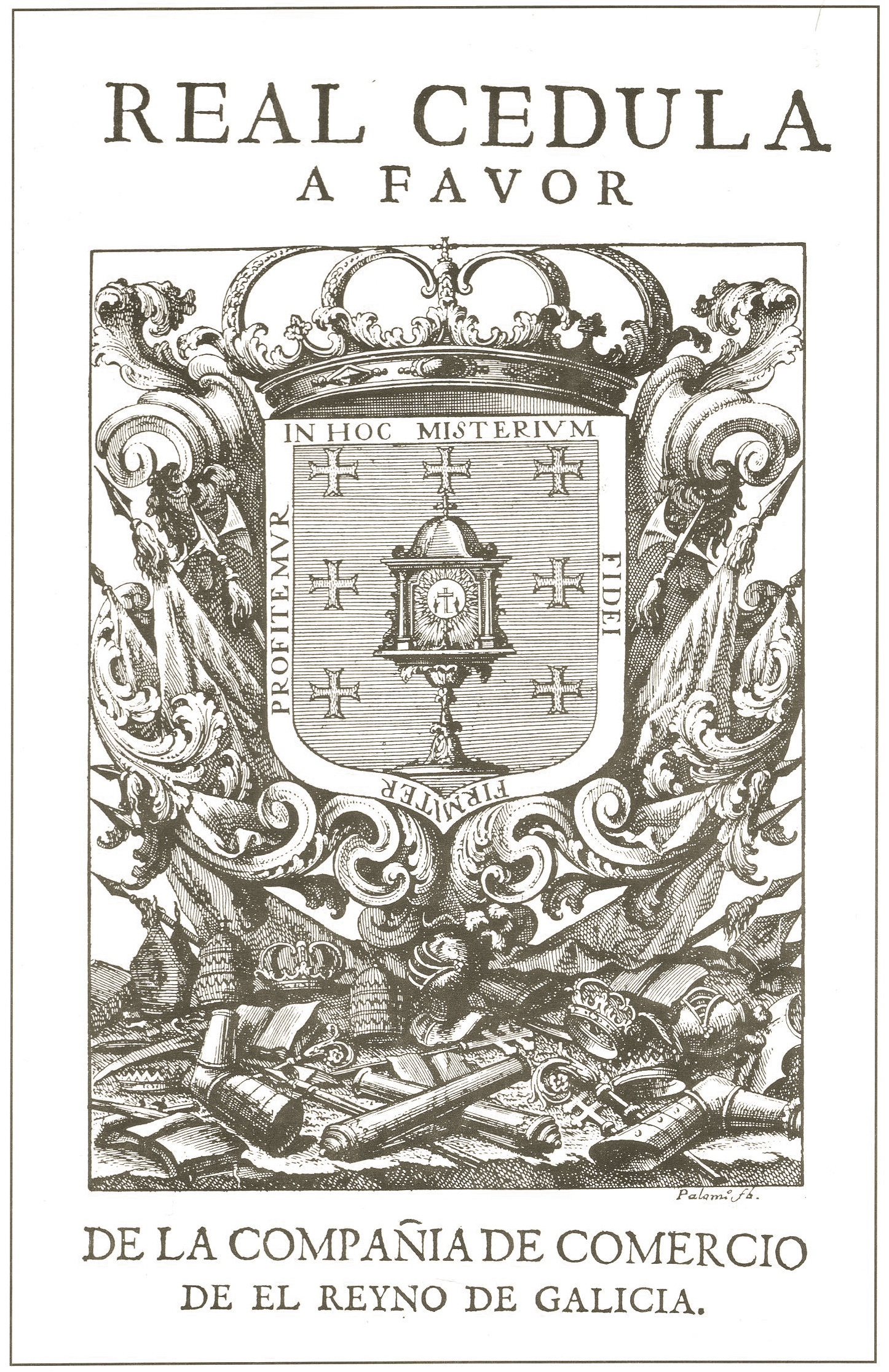
Édit autorisant l'activité de la Compañia de comercio de el reino de Galicia (Compagnie commerciale du royaume de Galice). Arquivo Histórico Provincial de Lugo, 1734.

La Xunta do Reino de Galicia (Junte du Royaume de Galice) représente le royaume dans le cadre de la monarchie. La Xunta est composée par les représentants des villes de Saint-Jacques-de-Compostelle, Lugo, Betanzos, La Corogne, Mondoñedo, Ourense et Tui. Cette institution n'est pas en mesure d'exercer un pouvoir réellement autonome, sauf pendant l'invasion napoléonienne. Durant la guerre d'indépendance espagnole, elle assure la souveraineté à l'intérieur comme vis-à-vis de l'extérieur, alors que le roi Ferdinand VII n'a pas consolidé sa position.
La Galice garde son statut de royaume jusqu'en 1833, année de sa division en quatre provinces sous la régence de Marie-Christine de Bourbon, disparaissant ainsi de la carte.

## Le Bierzo entre Galice et León

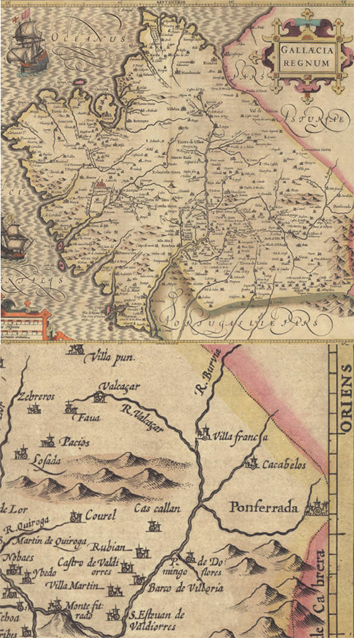
Sur cette carte du royaume de Galice établie en 1619 par Mercator et Hondius, Ponferrada est encore l'entrée du royaume.

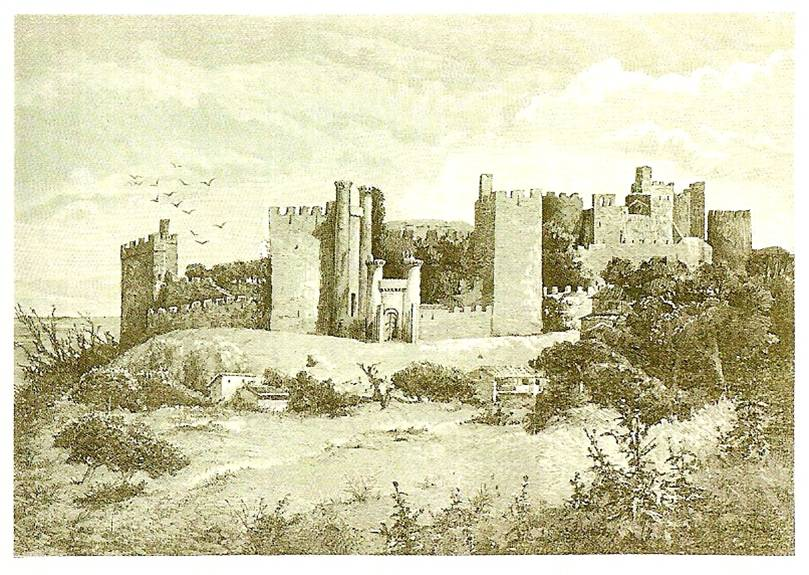
Château de Ponferrada. Gravure du XIXe siècle.

Avec la fragmentation du royaume de Galice et la sécession du royaume de León au début du XIIe siècle, les informations sur l'appartenance du Bierzo à l'un ou l'autre royaume sont confuses et même contradictoires. Alors que pour certains auteurs, le royaume de Galice s'arrête à sa frontière naturelle des monts du Cebreiro, pour d'autres, la frontière se situe aux alentours de la ville de Ponferrada, certains en arrivant même à considérer le territoire du Bierzo comme une entité propre à cause de sa situation géographique limitrophe. Pour autant, les siècles suivants intègrent en définitive l'ouest du Bierzo dans la vie politique et sociale galicienne jusqu'à la fin du XVe siècle.
C'est précisément au cours de ce siècle, que le comte de Lemos Pedro Álavez Osorio, « el mayor señor de aquel reyno de Galicia » est l'objet des accusations proférées par les irmandiños (y compris ceux du Bierzo), alors que plus de 30 000 d'entre eux l'assiègent en son château de Ponferrada, cœur du Bierzo. La confrontation du comte avec la Real Audiencia et les Rois catholiques font entrer le comté dans une période de turbulences que la mort du comte en 1483 ne parvient pas à apaiser; sa disparition a plutôt pour effet de l'exacerber avec la querelle opposant l'héritier légitime, Rodrigo Henríquez Osorio, à sa demi-sœur, María Bazán, apparentée aux Pimentel, comtes de Benavente et fervents partisans des Rois catholiques, qui entretiennent de fortes prétentions territoriales dans le Bierzo.
En 1485, le nouveau comte de Lemos, Rodrigo Henríquez Osorio, prend le contrôle la forteresse de Ponferrada et d'autres zones du Bierzo : l' état de Lemos résiste ainsi, grâce à lui, jusqu'en 1486, année durant laquelle, après plusieurs mois de siège, il renonce à ses prétentions. Pour châtiment de la rébellion de ses deux titulaires successifs, Pedro Álvarez Osorio et Rodrigo Henríquez de Castro, les Rois catholiques divisent le comté de Lemos en 1486 : eux-mêmes achètent Ponferrada et créent le marquisat de Villafranca del Bierzo pour récompenser les comtes de Benavente. Le Bierzo est de nouveau sous contrôle castillano-léonais ; la limite entre les royaumes de Galice et de León se situe au Cebreiro où une borne frontière, pedrafita (pierre fixée au sol, similaire à un menhir), marque la frontière entre les deux entités.
Cependant, et malgré l'intégration définitive du Bierzo au royaume de León, le galicien continue à être parlé par ses habitants, et le territoire du Bierzo continue à être considérée traditionnellement comme partie intégrante de la Galice : ainsi, des écrivains et des humanistes - tels Fernán Pérez de Oliva, Jerónimo Zurita, Lope de Vega -, des voyageurs - tels Bartolomé de Villalta y Estraña, Nomper II de Caumont, Claude de Bronseval, Arnold von Harff… - continuent à considérer dans leurs écrits le Bierzo occidental comme un élément du royaume de Galice, qualifiant certaines enclaves de galiciennes, « [Ponferrada] llave e principio del reyno de Gallizia (clef et début du royaume de Galice) », « [Villafranca del Bierzo] tiene esta villa buena vega, aunque ya está en Galicia (cette ville bénéficie d'une bonne plaine fluviale, bien qu'on y soit déjà en Galice) » , et affirmant même péremptoirement : « Pont Ferrat (Ponferrada), fin de l’Espagne, commencement de la Galice » .

## Les symboles du royaume

### Le lion de pourpre emblème des rois

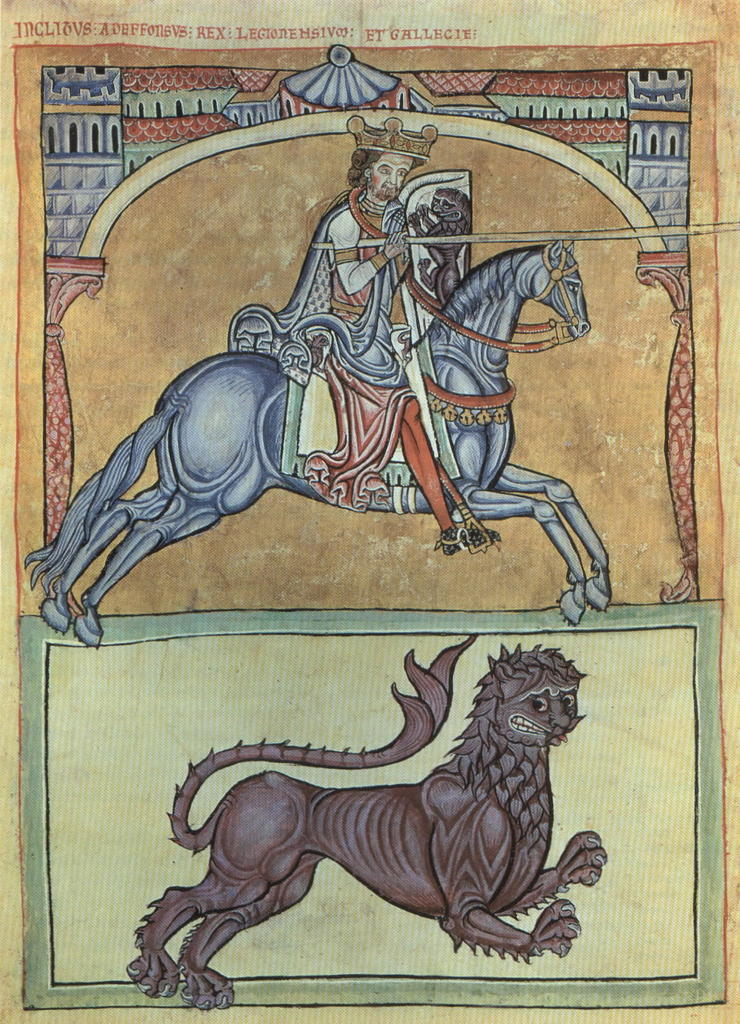
Miniature romane représentant Alphonse VIII roi de Galice et de León. La partie supérieure représente son titre Rex Legionensium et Gallecie et la partie inférieure présente le lion pourpre symbole de la monarchie galaïco-leonnaise.

La tradition de peindre de formes héraldiques sur les écus militaire naît en Europe sur les champs de bataille, pour diverses raisons, à partir du milieu du XIIe siècle ; une des raisons est la nécessité de distinguer un allié d'un adversaire lors de l'affrontement, distinction rendue difficile du fait de la généralisation du heaume qui cache partiellement le visage des combattants ; une autre raison réside dans le goût pour l'ornementation des écus avec des couleurs vives et contrastées, fort prisée par la société chevaleresque.
Les premiers signes héraldiques sont utilisés par les rois, pour une identification personnelle ; leur usage s'étend par la suite aux personnages de haut rang apparentés à la royauté, et enfin à l'ensemble du territoire sur lequel s'exerce son pouvoir, soit le royaume.
L'un des premiers rois européens à faire usage d'armoiries est le galicien Alphonse VII, l'Empereur, qui, au début du XIIe siècle commence timidement à utiliser un lion pourpre rappelant le symbole traditionnel du leo fortis (le lion fort symbole de la puissance et de la suprématie du monarque), habitude poursuivie par son fils Ferdinand II de León et enfin sous sa forme héraldique définitive par Alphonse IX de León.
Néanmoins, ce nouveau symbole adopté par ses héritiers, rois de Galice et de León, ne représente pas uniquement la Galice mais les deux royaumes sur lesquels le roi exerce son gouvernement, la galicienne Saint-Jacques-de-Compostelle en étant le pôle culturel et religieux alors que la ville de León en est la tête politique et militaire. L'union personnelle vécue par les royaumes de Castille-Tolède et Galice-León à partir du XIIe siècle n'entraîne pas la disparition du symbole partagé par les royaumes de Galice et de León ; ainsi, après l'accession au trône du castillan Ferdinand III, le leo fortis pourpre continue d'apparaître dans le Seyello da Irmandade dos Reinos de León e Galicia (le sceau de fraternité des royaumes de León et de Galice), et fait dès lors partie du blason utilisé par les rois de Castille.

### Le calice emblème du royaume

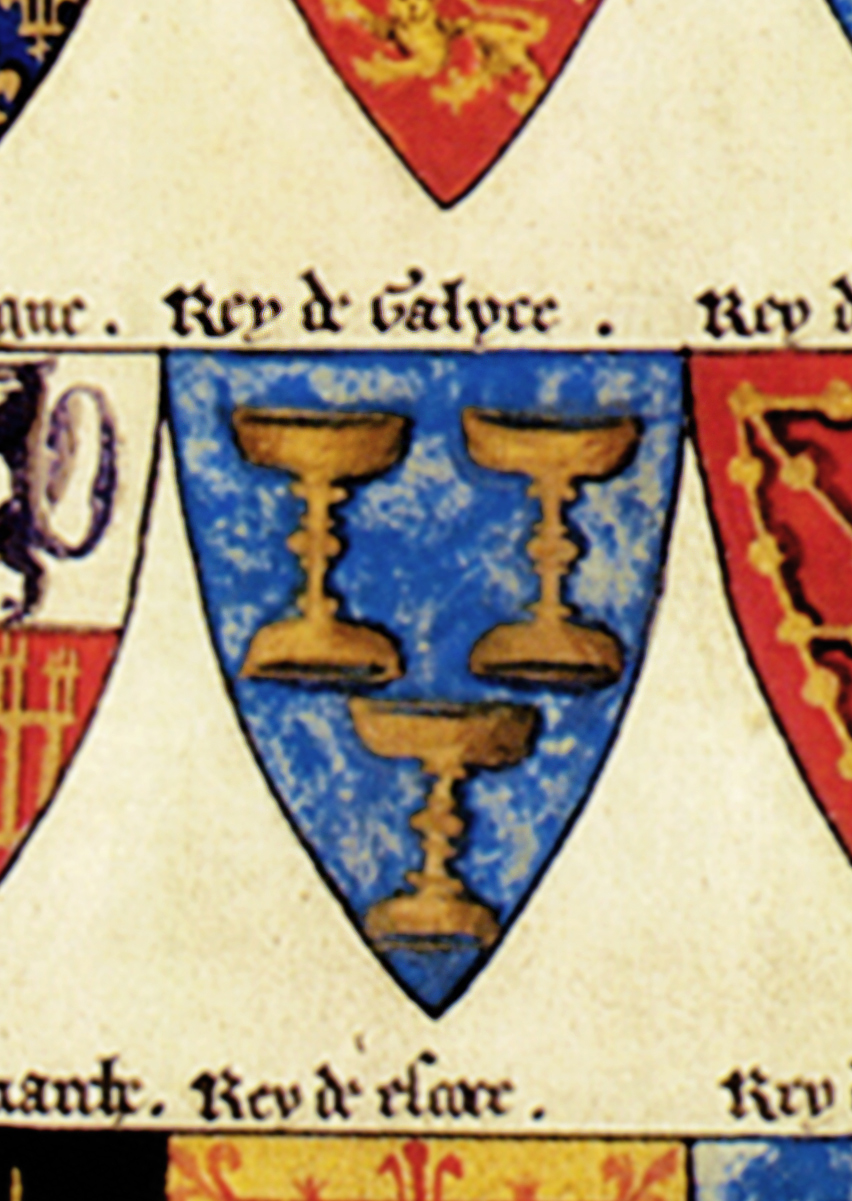
Blason du roi de Galice selon l'armorial anglais Segar´s Roll, du XIIIe siècle.

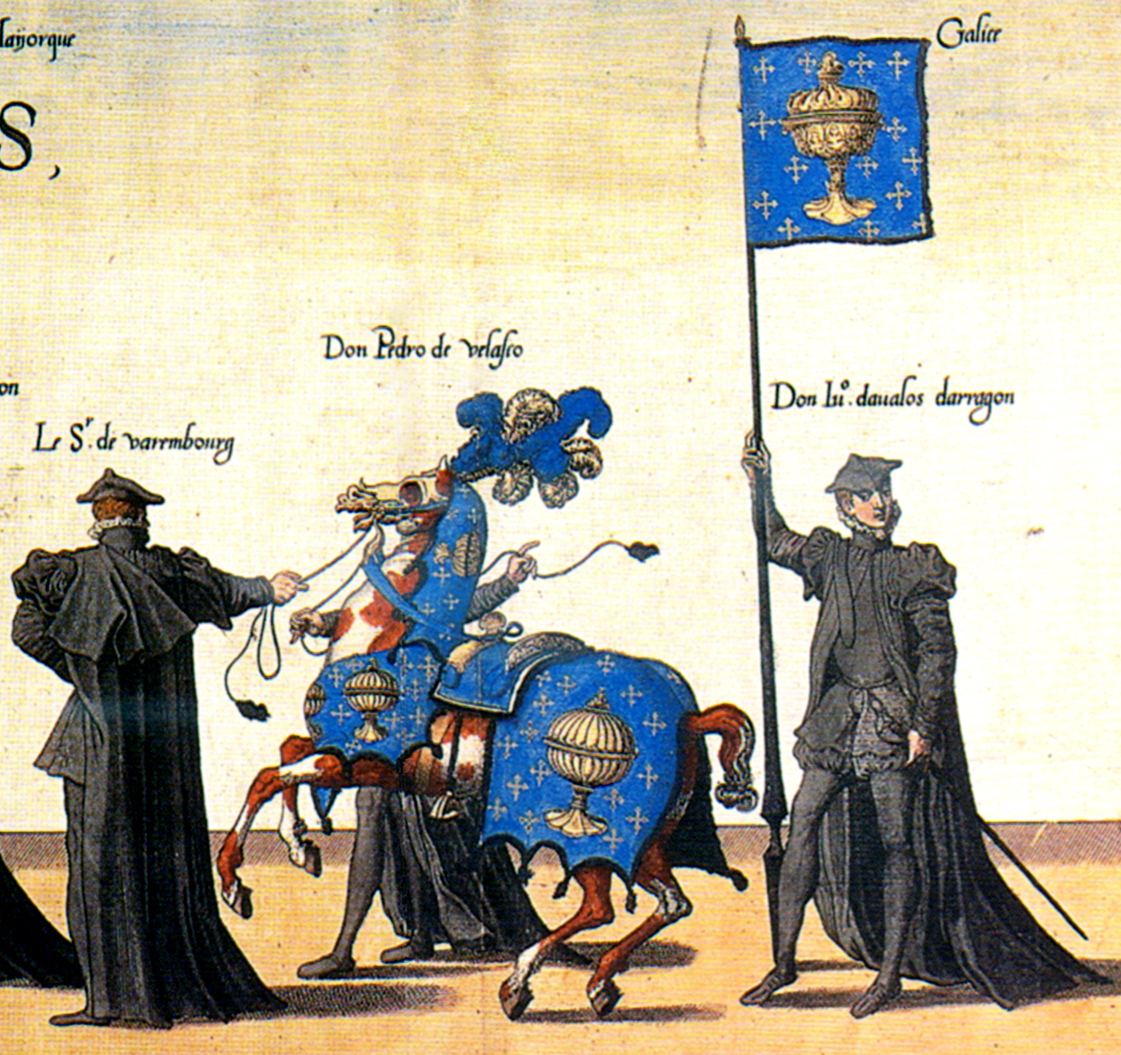
Détail d'une gravure de Johannes et Lucas van Doetecum sur les funérailles de Charles Quint, représentant les étendards de l'ensemble de ses États (XVIe siècle).

Parallèlement au processus de développement et de consolidation des emblèmes royaux européens, apparaissent à la fin du XIIIe siècle les premières compilations de ceux-ci, les armoriaux, qui rendent compte des royaumes et des armes utilisées par chacun des royaumes. Pour ce qui est de la Galice, le fait de son ancienneté et de la notoriété dont jouissait le royaume et ses rois, a entrainé la présence de sa représentation héraldique dès les premiers armoriaux (contrairement aux royaumes de Castille et Léon, plus récents). En revanche, l'absence d'armes exclusives de Galice à ce moment-là a entrainé un vide que les héraldistes ont rempli en lui assignant des armes parlantes, c'est-à-dire en identifiant symbolique et phonétique.
L'armorial anglais Segar´s Roll, réalisé en l'an 1282, a le premier attribué au roi (roy de Galyce) et au royaume de Galice un symbole, le calice, du fait de la similitude phonétique Galyce (Galice) et Calice (calice) en anglo-normand.
Cet emblème est repris par les différents armoriaux européens, jusqu'à ce qu'au milieu du XVe siècle la Galice l'adopte officiellement. L'ancien lion de pourpre perd ainsi son caractère représentatif de l'ancienne monarchie galaïco-léonaise en faveur du caractère parlant, le lion de pourpre étant par ailleurs adopté de façon exclusive par le royaume de Léon.
Les siècles suivants définissent l'esthétique des armes héraldiques, coupe dorée sur champs d'azur au début, et plus tard, alors que des croix sont semées sur un fond à la couleur changeante selon le contexte et l'usage, le calice devient une coupe eucharistique avec cette devise Hoc hic misterium fidei firmiter profitemur (Ici nous professons avec fermeté ce mystère de la foi) .
Il convient de préciser que, par ignorance de cette histoire, nombreux sont les auteurs qui crurent que l'emblème héraldique galicien avait une origine antique, indéterminée, ou simplement qu'avant celui-ci, il pouvait en avoir existé d'autres semblables, à la signification identique. Quelques historiens des XVIe et XVIIe siècles, par exemple, firent circuler des affabulations, telles ce « dragon de sinople sur champs d'or », attribué par le chroniqueur Rodrigo Méndez Silva (es) aux rois suèves de Galice.

## Langue et littérature

### Les langues officielles du royaume
Du Ier au XIIe siècle, le latin joue le rôle, dans toute l'ancienne Gallaecia, de ce que l'on appelle aujourd'hui "langue officielle", utilisée dans les textes à caractère documentaire et littéraire.
En revanche, comme souvent dans les autres régions conquises tardivement par l'empire romain, seules les élites politico-religieuses, qui disposent d'un important pouvoir économique, peuvent se permettre d'adopter les coutumes et langue romaines, alors que la majorité de la population galaïque, essentiellement rurale et éloignée des centres de pouvoir, conserve ses coutumes, religion et langue. Cette situation n'évolue significativement qu'au Ve siècle, avec l'arrivée d'autres peuples.
Bien que manquant d'informations linguistiques précises pour le royaume de Galice pour la période allant du Ve au VIIIe siècle, tout laisse supposer que plusieurs langues coexistent à cette époque. D'une part, le latin garde sa caractéristique de lingua franca jusqu'à la fin du Moyen Âge, et d'autre part un ensemble de langues utilisées majoritairement par le peuple et qui seraient : le galaïque ancien (langue pré-romaine), les dialectes germaniques apportés par les Suèves et le Wisigoths à partir du Ve siècle et, dans une moindre mesure, une langue brittonique, exclusivement utilisée sur le territoire du diocèse de Britonia.
Néanmoins ce sera le latin vulgaire parlé par les élites galaïques romanisées qui va évoluer vers un proto-galicien et s'imposer petit à petit aux autres langues et affirmer sa position de langue romane, certainement parlée par les classes sociales élevées galiciennes depuis le Xe siècle, ainsi que le démontre l'historien castillan Prudencio de Sandoval dans son ouvrage Historia de los cinco reyes (Histoire des cinq rois), rédigé en 1615, dans laquelle il évoque la douloureuse complainte romanesque d'Alphonse VI pour la perte de son fils Sanche au cours de la bataille d'Uclès en 1108, attribuant au monarque l'usage de la langue galicienne :

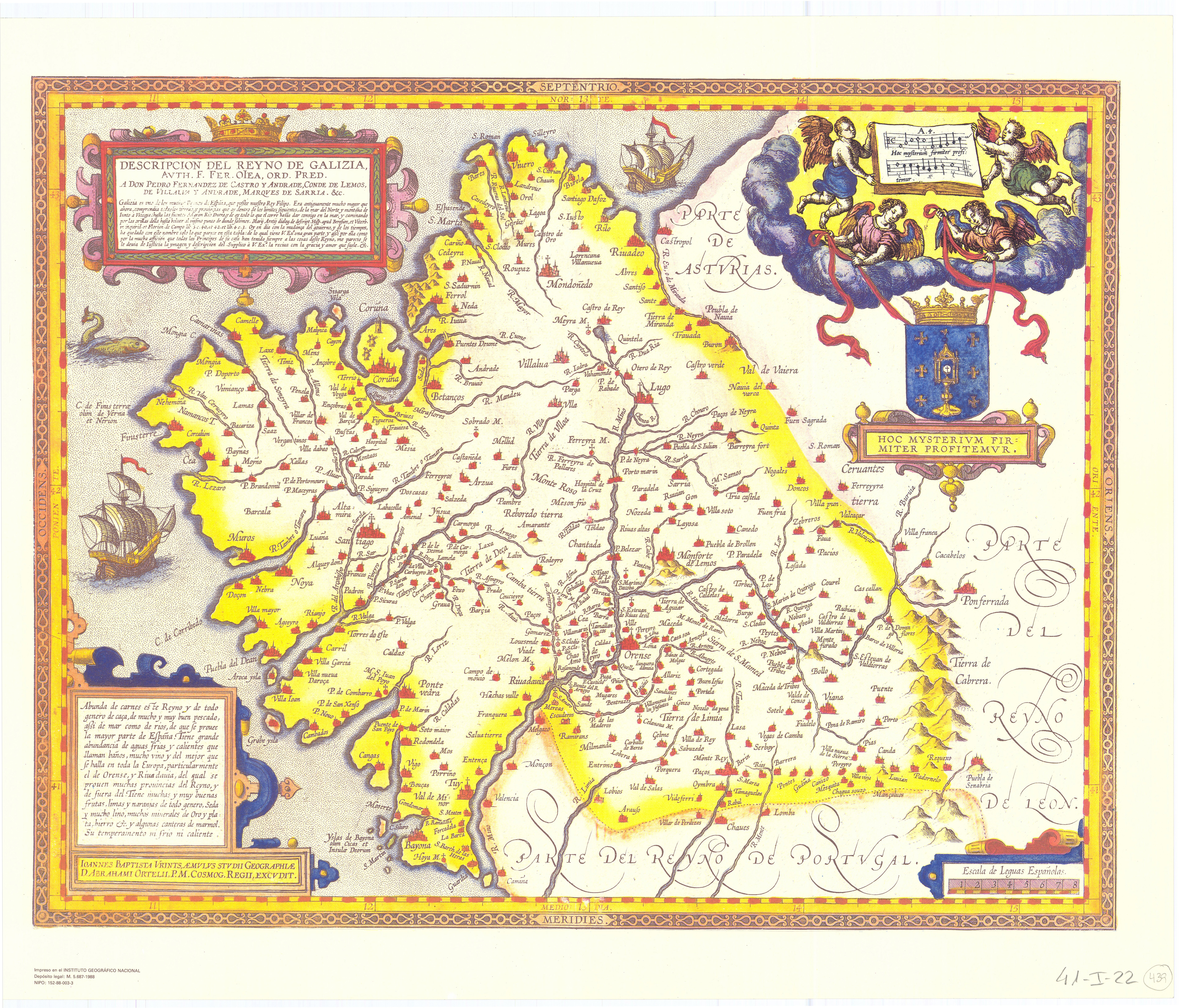
carte du royaume de Galice du XVIe siècle, par Ioannes Baptista Vrints.

Durant la première moitié du XIIIe siècle, alors que le latin commence à être délaissé à l'écrit, apparaissent les premiers documents officiels en langue galicienne ou romanzo galego (roman galicien). Le plus ancien connu est le Foro do burgo de Castro Caldelas (for du bourg de Castro Caldelas). C'est dans la chancellerie royale de ce même roi, dernier roi exclusif de Galice et León, qu'est accordé le privilège d'un usage solennel de la langue galicienne, dont l'usage s'étend durant la deuxième moitié de ce siècle et se généralise au cours du XIVe siècle. Le galicien est ainsi à partir du XIIIe siècle la langue normale et officielle des habitants de la Galice. Toutefois, à la mort d'Alphonse VIII, les royaumes de Galice et León, sont finalement gouvernés par le roi de Castille, et, dès 1250, Ferdinand III s'adresse aux Compostellans en castillan. Alphonse X, surnommé Le Sage, poète prolifique en galicien, qui règne de 1252 jusqu'à 1284, consacre définitivement l'usage du castillan comme langue officielle de sa cour, et utilise exclusivement cette langue dans ses relations avec les villes et cités du royaume de Galice.

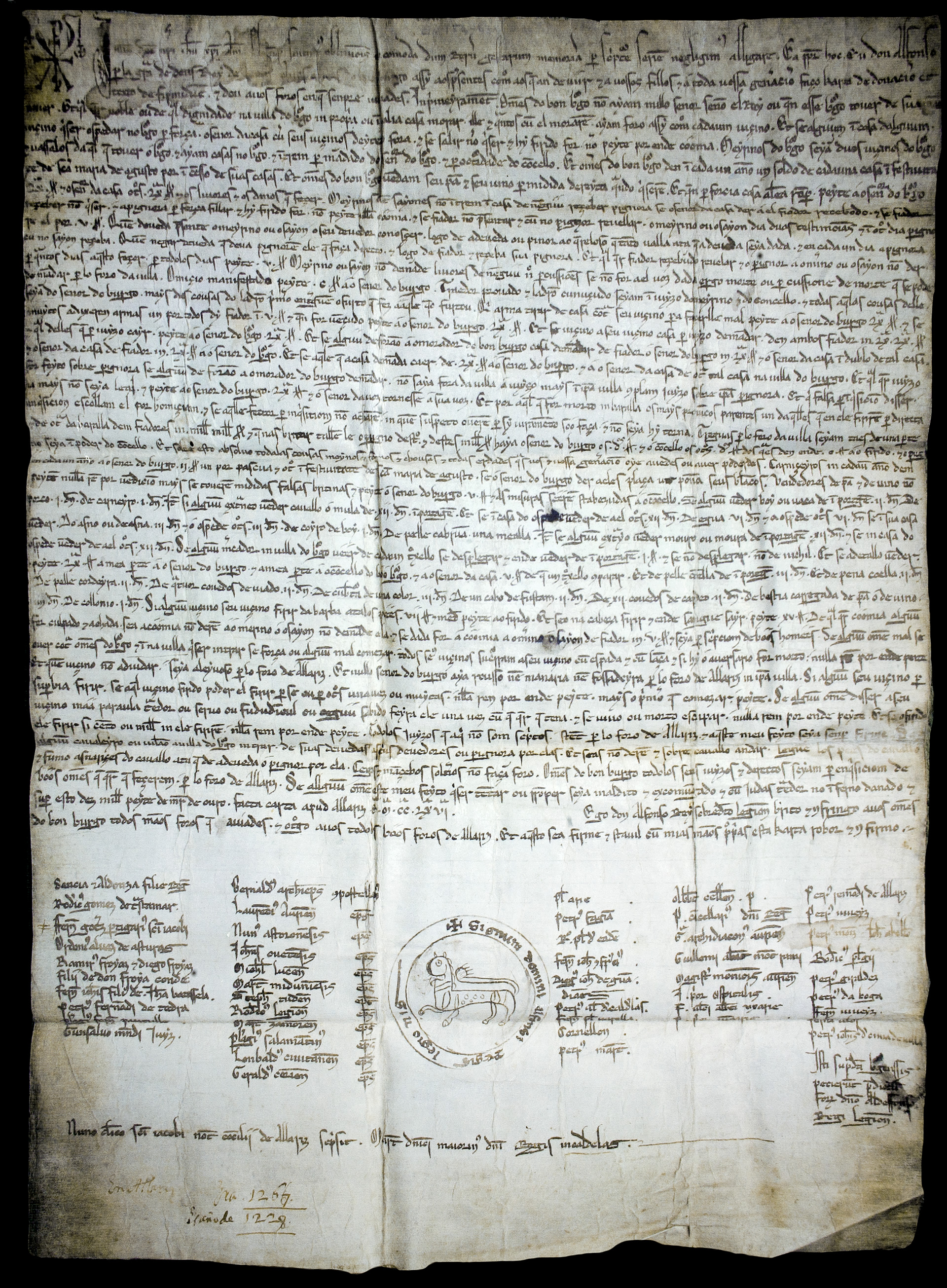
Foro do Bo Burgo de Castro Caldelas, privilège accordé par le roi Alphonse VIII. Premier document royal en langue galicienne. Allariz, 1228.

Les rois suivants confirment le castillan comme langue pour tout usage dans leurs royaumes, y compris dans leurs relations avec l'Église. De fait, bien que les documents propres au royaume de Galice soient unilingues en galicien, peu à peu s'y ajoutent des documents en castillan émis par la chancellerie royale de Castille, même si leur importance reste minime pendant quelques siècles. On constate également que l'Église commence à faire un usage public du galicien dans le royaume de Galice au début du XIVe siècle, et le généralise dans la seconde moitié de ce même siècle, tant pour ses affaires internes que dans la relation avec l'extérieur ; malgré une forte présence du latin dans la vie de l'Église, on note l'usage du galicien dans de nombreux actes des synodes des diocèses de Mondoñedo, d'Ourense ou de Saint-Jacques au cours des XIVe et XVe siècles et des actes et des questions relatifs au culte sont aussi régis en galicien. En revanche, à la suite de la défaite de Pierre Ier de Castille, et de son alliée la noblesse galicienne, face à son demi-frère Henri II de Trastamare, s'installe en Galice, durant le XIVe siècle, une nouvelle aristocratie d'origine castillane, dont l'entourage impose également le castillan, jusqu'alors utilisé uniquement dans les documents envoyés de la cour de Castille.
L'objectif de ce noyau nobiliaire étranger au royaume est de punir la noblesse galicienne opposée à Henri II, et occupe les postes importants en remplacement des titulaires indigènes. Ainsi naît le premier foyer de diglossie dans le royaume de Galice : les rédacteurs des textes écrivent en galicien lorsqu'ils sont originaires du royaume et en castillan lorsqu'ils en sont étrangers. Ces derniers restent une minorité en Galice jusqu'au XVe siècle et le galicien reste utilisé dans les écrits privés ainsi que par les institutions civiles constitués de roturiers ou de petits nobles, soit essentiellement les municipalités et les confréries, ainsi que par l'Église dans les cathédrales, couvents, monastères, etc. Le galicien reste ainsi utilisé du XIIIe à la fin du XVe siècle comme langue officielle entre Galiciens, parallèlement au castillan utilisé depuis le XIVe siècle par une infime minorité étrangère détentrice du pouvoir.
Dès la fin du XVe siècle, l'enracinement définitif du castillan dans le royaume de Galicie connaît son accomplissement avec la victoire, d'Isabelle la catholique dans la lutte pour le trône de Castille qui l'oppose à Jeanne la Beltraneja, soutenue par la majorité de la noblesse galicienne qui la considère comme l'héritière légitime. Les rois catholiques imposent définitivement la rédaction en castillan dans le royaume de Galice et, à partir de 1480, les rédacteurs publics galiciens subissent un examen du Real Consejo (Conseil Royal) à Tolède, et substituent le castillan au galicien dans leurs formulaires, entraînant la disparition du galicien à l'écrit et donc, de facto, celle du caractère officiel dont la langue bénéficiait encore. L'absence d'une puissante bourgeoisie autochtone et indépendante est le facteur déterminant de la dépréciation et la perte de l'usage de la langue galicienne et donc de l'établissement du castillan comme langue officielle du royaume. Cette période reste dans les mémoires sous le nom de Séculos Escuros (Siècles obscurs). Le castillan devient ainsi la langue des actes et des documents à caractère officiel alors que le galicien reste de facto la langue utilisée par les habitants du royaume jusqu'à sa disparition officielle en 1833.

### Le royaume de Galice dans la littérature médiévale
Au Moyen Âge, le royaume de Galice connaît une grande renommée en Europe, non seulement par sa langue, langue de la littérature lyrique la plus importante de l'époque après l'occitane, mais aussi en tant que centre de la chrétienté et du fait de sa longue histoire, qui le fait émerger d'entre tous les royaumes de la péninsule. Une illustration de cette renommée est le livre de gravures connu sous le nom de Le Roman de Ponthus et Sidoine, écrit en France au XIVe siècle, témoignage exceptionnel qui raconte les exploits du prince galicien Ponthus.

#### Le Roman de Ponthus et Sidoine
L'histoire du prince Ponthus commence au moment de l'invasion du roi musulman Broada, fils d'un puissant sultan, qui débarque à La Corogne avec une armée de 30 000 hommes et vainc le roi de Galice Thibour. Un noble de la cour réussit à sauver treize chevaliers, en plus de l'héritier Ponthus, qui s'exilent au royaume de Bretagne pour y demeurer trois ans. Un jour Ponthus se rend à la cour du roi de Bretagne, y rencontre la princesse Sidoine et les deux tombent amoureux.
Peu après, les Maures attaquent la Bretagne et Ponthus remporte contre eux une victoire décisive qui sauve le royaume. Pour cet exploit, le roi le nomme connétable mais les calomnies du chevalier Gannelet l'amènent à décider d'habiter dans la forêt de Brocéliande. Les intrigues de cour de Gannelet finissent par l'envoyer au royaume d'Angleterre où il réussit non seulement à réconcilier les rois d'Angleterre et d'Irlande mais également à sauver le royaume d'une attaque des Maures. Persuadé que l'amour que lui porte Sidoine est encore ardent, il quitte Londres pour la Bretagne pour l'épouser. Il réussit à rassembler une puissante flotte de Bretons, de Normands et de Francs, qui attaque l'armée musulmane qui occupe La Corogne et les extermine avec leur roi Broada. Une fois le trône de la Galice récupéré, il retrouve sa mère, la reine galicienne, ainsi que son oncle le comte des Asturies.
L'histoire de Ponthus et Sidoine a fait l'objet d'une large diffusion au sein de la noblesse européenne aux XVe et XVIe siècles et figure dans les plus importantes bibliothèques bretonnes et françaises, comme celle de Charlotte de Savoie, l'épouse du roi de France Louis XI. Cette histoire servit probablement de trame aux joutes tenues en 1449-1450 à Chalon sur Saone, dénommées Pas de la Fontaine aux Pleurs.

## Le royaume de Galice et l'historiographie
L'histoire de la Galice, région du nord-ouest de la péninsule Ibérique est peu connue. D'une part, il s'agit d'un histoire modeste, sans grands évènements diplomatiques ou militaires tels qu'ils apparaissent dans les historiographies nationales. D'autre part, cette histoire occupe seulement quelques lignes dans les ouvrages d'histoire générale et les manuels sur l'histoire de l'Espagne . La péninsule Ibérique, l'Hispania, unifiée par les Romains, les Wisigoths et les Habsbourg, c'est aussi la diversité des Espagnes médiévales.
L'historiographie traditionnelle portugaise est axée essentiellement sur l'identité du Portugal. Les deux conceptions de l'historiographie traditionnelle espagnole, aussi bien celle que représente Claudio Sánchez-Albornoz, qui présuppose une nature hispanique, l'hispanité originelle, comme celle que représente Américo Castro, « l’Espagne des trois cultures », accordent un statut d'acteur historique à la Castille héritière et acteur principal de l'identité de la nation espagnole dans l'histoire de l'Europe. Dans les deux cas, la spécificité espagnole de l'histoire de l'Espagne ne laisse pas de place à l'étude d'autres nations et, ou peuples sur le territoire du royaume actuel. Un courant plus récent d'historiens inscrit l'histoire de la péninsule Ibérique dans le cadre de l'Europe.
L'historiographie traditionnelle galicienne du XVIe siècle jusqu'au XIXe, est aussi apologétique, mais se réfère à des origines remontant à des personnages bibliques et aux apports des autres civilisations de la Méditerranée, en particulier les Grecs qui auraient fondé la plupart des villes de Galice, pour en faire l'origine de l'espagnolité.
En Galice la conscience d'appartenir à une culture différente dépréciée par le castillanisme central commence à s'écrire avec le celtisme.